# Bedingungsloses Grundeinkommen
Das bedingungslose Grundeinkommen (BGE) ist ein sozialpolitischer Finanztransfervorschlag, nach dem jeder Bürger – unabhängig von seiner wirtschaftlichen Lage – eine gesetzlich festgelegte und für jeden gleiche, vom Staat ausgezahlte finanzielle Zuwendung erhält, ohne dafür eine Gegenleistung erbringen zu müssen (Transferleistung). Es wird in Finanztransfer-Modellen als eine Leistung diskutiert, die ohne weitere Einkommen oder bedingte Sozialhilfe existenzsichernd wäre.
Der Name der Idee unterscheidet sich nach Sprachraum; so wird das Konzept zum Beispiel in den USA hauptsächlich unter den Namen Basic Income Guarantee (BIG) und Unconditional Basic Income, auch Universal Basic Income (UBI), diskutiert.
Die Idee, jedes Gesellschaftsmitglied an den Gesamteinnahmen der Gesellschaft ohne Bedürftigkeit zu beteiligen, wird in vielen Ländern diskutiert.
Einen ähnlichen Ansatz verfolgt die unter anderem von Milton Friedman 1962 ausgearbeitete Idee der negativen Einkommensteuer. Juliet Rhys-Williams schlug 1943 eine Soziale Dividende vor, wie auch 1942 ein bedingungsloses Einkommen als negative Einkommensteuer.
Zu den in Deutschland diskutierten Modellen eines BGE gehören zum Beispiel das Ulmer Modell oder das Modell der von Götz Werner gegründeten Initiative Unternimm die Zukunft.

## Konzept
Das Konzept des BGE sieht eine Zuwendung für alle vor. Es würde weder eine sozialadministrative Bedürftigkeitsprüfung erfolgen noch eine Bereitschaft zur Erwerbstätigkeit gefordert. Auf der anderen Seite entfallen bestimmte allgemeine steuer- und abgabenfinanzierten Sozialleistungen wie Arbeitslosengeld, Sozialhilfe oder Kindergeld.
Obwohl eine Vielzahl an Modellen zur Einführung eines BGE existieren, gelten die folgenden Kriterien gemeinhin als verbindlich:
Bedingungslos: Das Grundeinkommen ist nicht bedürftigkeitsabhängig und es darf bei der Verteilung, im Unterschied zu einem bedingten Grundeinkommen, keine Bedürftigkeitsprüfung erfolgen und muss ohne Zwang zur Arbeit oder zu anderen Gegenleistungen ausgezahlt werden. Jede Person, die legal Bürger in einem Staat ist, in dem ein BGE ausgezahlt wird, würde das gleiche Grundeinkommen erhalten, unabhängig von Geschlecht, Beschäftigungsstatus, Familienstruktur, Beitrag zur Gesellschaft, Wohnkosten und anderen Faktoren. Unabhängig davon, ob das Gesamteinkommen einer Person steigt, sinkt oder konstant bleibt, ändert sich ihr Grundeinkommen nicht. Die Höhe des Grundeinkommens könnte jedoch je nach Modell abhängig vom Alter variieren, sodass beispielsweise Kinder weniger als Erwachsene erhalten. Seltener wird vorgeschlagen, dass Kinder noch kein Grundeinkommen bekommen sollten.
Existenzsichernd: Die Höhe des Grundeinkommens muss bei einem BGE, anders als bei einem partiellen Grundeinkommen, existenz- und teilhabesichernd sein, d. h. es muss über dem soziokulturellen Existenzminimum liegen und Menschen soziale Teilhabe ermöglichen.
Individueller Rechtsanspruch: Die Auszahlung des Grundeinkommens muss auf individueller Basis erfolgen und es darf nicht auf Basis eines Paares oder Haushalts ausgezahlt werden.
Ein spezielles Modell ist die negative Einkommensteuer, die es in den Vereinigten Staaten als Earned Income Tax Credit und in Großbritannien (Working Families Tax Credit) gibt und auf einen Vorschlag von Milton Friedman aus dem Jahre 1962 zurückgeht. Die negative Einkommensteuer kann genau wie das BGE so gestaltet werden, dass die Bereitschaft zur Annahme einer angebotenen Arbeit mit höherem Sozialtransfer nicht leidet. Das BGE unterscheidet sich von einer staatlich organisierten Grundsicherung, die nur gezahlt wird, wenn kein anderes ausreichendes Einkommen zur Verfügung steht, und die mit einer Bedürftigkeitsprüfung verbunden ist.
In Deutschland wird je nach Modell eine Zahlung in Höhe des Sozialhilfesatzes oder des Arbeitslosengeldes II bis hin zu einer Zahlung von 1500 Euro pro Monat vorgeschlagen. Ein Grundeinkommen, das unterhalb des Existenzsicherungsniveaus liegt, ist ein sogenanntes partielles Grundeinkommen.
Wer zusätzlich zum BGE über mehr Einkommen verfügen möchte, könnte sich dies immer noch (durch Erwerbsarbeit) verdienen. Werden diese Erwerbseinkünfte nicht auf das BGE angerechnet, stehen Erwerbseinkünfte und Grundeinkommen – anders als im bisherigen System – nicht in Konkurrenz zueinander. Einige Modelle (so das Althausmodell) sehen mit steigendem Erwerbseinkommen ein Abschmelzen des Grundeinkommens vor. Liegt die Transferentzugsrate für das Grundeinkommen unterhalb der geltenden Entzugsrate des ALG II, kann gefolgert werden, dass in einem System mit BGE ein höherer Anreiz zur Aufnahme einer Arbeit besteht.

## Begründung
In der Diskussion um das BGE werden sehr unterschiedliche Argumente ins Feld geführt. Diese können nach humanitären Argumenten, die sich auf die Lebenssituation der Menschen beziehen, und ökonomischen Argumenten, bei denen wirtschaftliche Vorteile für die Gesellschaft im Vordergrund stehen, unterschieden werden.

### Humanitärer Ansatz

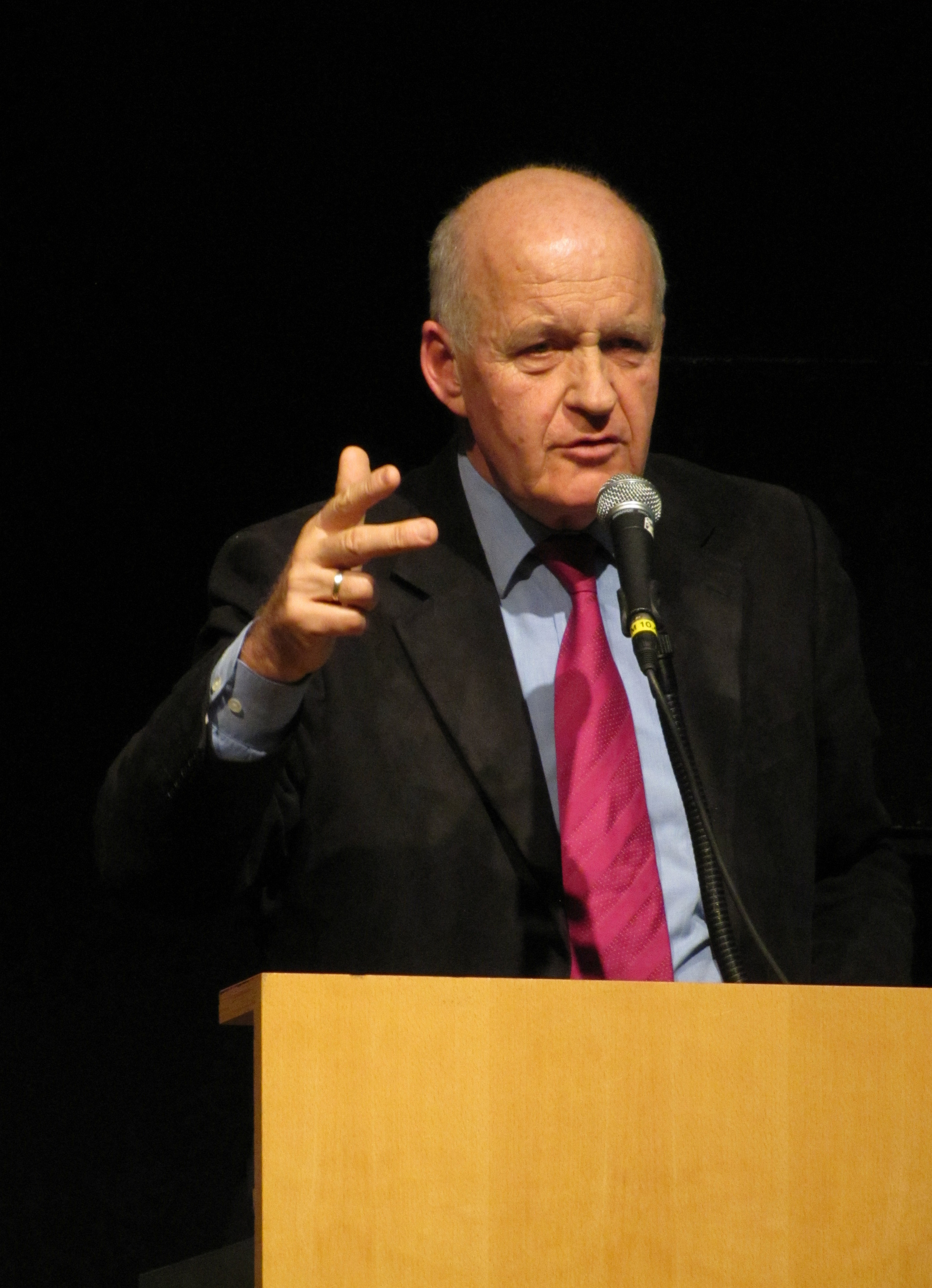
Götz Werner (2010) in Darmstadt

Die grundsätzliche Begründung eines BGE wird darin gesehen, dass es jedem Menschen ermögliche, ein menschenwürdiges Leben zu führen. Das BGE schaffe die Voraussetzung zur individuellen Freiheit zur Selbstverwirklichung auch mit Tätigkeiten, die nicht als Erwerbsarbeit entlohnt werden. In diesem Kontext wird diskutiert, ob das bedingungslose Grundeinkommen als Instrument der Freiheit den Liberalismus aus der Krise führen kann.
Die gesellschaftliche Entwicklung habe dazu geführt, dass nur ein Teil der Tätigkeiten in der modernen, marktorientierten Gesellschaft als Erwerbsarbeit entlohnt werde. Tätigkeiten im sozialen Bereich wie beispielsweise in der Kindererziehung, in der Betreuung nicht selbstständiger Menschen (Alte, Behinderte) oder in der Jugendarbeit würden hingegen zumeist nicht finanziell vergütet, es sei denn, diese Tätigkeiten sind institutionalisiert. Das BGE sorge hier für einen Ausgleich und überwinde somit einen Arbeitsbegriff, der auf reine Erwerbsarbeit reduziert sei und nebenberufliche Aktivitäten zu sehr außer Acht ließe.
Außerdem entfalle die Stigmatisierung Erwerbsloser, die bei einer im System liegenden Erwerbslosigkeit für eine große Zahl von Menschen unvermeidlich sei. Eine Gesellschaft, die eine solche Stigmatisierung Erwerbsloser systematisch in Kauf nehme, verstoße gegen die Menschenwürde und gegen das Grundrecht auf Arbeit. Das BGE führe zu einer Verbesserung der sozialen Sicherheit, ermögliche Teilhabe, vermeide Ausgrenzung und gestatte alternative Lebenspläne wie zum Beispiel Bildungsphasen, die die Erwerbsarbeit unterbrechen oder sinnstiftende Tätigkeiten außerhalb einer festen Erwerbsarbeit (Sinngesellschaft).
Das System des BGE sei übersichtlich, transparent und schaffe Vertrauen in die Gesellschaft. Hierdurch erhöhe sich die individuelle Risikobereitschaft. Selbständigkeit und Unternehmergeist und damit Innovation und Flexibilität würden gefördert. Die Arbeitnehmer würden selbstbewusster und „klebten“ nicht mehr an einer bestimmten Stelle. Die größere Unabhängigkeit verringere den innerbetrieblichen Konkurrenzkampf, vermindere Mobbing und verbessere das Betriebsklima mit der Folge, dass negativer Stress und psychische Krankheiten abnähmen.
Das BGE fördere nicht nur die Emanzipation und Unabhängigkeit von Frauen, sondern viele Bürger hätten durch die Einführung eines BGEs mehr Zeit und finanzielle Möglichkeiten, sich intensiver mit politischen Themen auseinanderzusetzen, aktiv zu werden und somit an einer lebendigen Demokratie zu partizipieren.
Götz Werner, Anthroposoph und Gründer des Unternehmens dm-drogerie markt, war der Auffassung, ein bedingungsloses Grundeinkommen würde nach den Gesetzen freier Märkte dazu führen, dass bisher schlecht bezahlte, jedoch notwendige Arbeit besser bezahlt, attraktiver gestaltet oder durch automatisierte Prozesse ersetzt werde. Für notwendige oder weithin gewünschte Arbeiten würden zwangsläufig ansprechende und lohnende Arbeitsverhältnisse geschaffen werden und für ausreichend attraktive beziehungsweise lukrative Arbeitsangebote fänden sich im Mittel und mittelfristig immer genug Arbeitswillige. Folge wäre demnach ein Arbeitsmarkt, der sich an Angebot und Nachfrage orientiert, den es in unserer heutigen Marktwirtschaft wegen des Arbeitszwanges nicht gebe.
Der Übergang von einer Gesellschaft, in der Arbeit durch wirtschaftliche Mittel erzwungen wird, zu einer Gesellschaft, in der Menschen einen Sinn in ihrem Schaffen sehen und vermehrt freiwillig arbeiten, schaffe eine intrinsische Arbeitsmotivation und sei eine der wichtigsten Grundvoraussetzungen für eine hohe Leistungsbereitschaft.
Mit einem BGE, so Michael Bohmeyer, hätten Bürger erstmals in der Geschichte die Freiheit, sich einer Arbeit, die sie nicht ausüben wollen, zu verweigern, ohne dabei Sanktionen fürchten zu müssen. Menschen hätten somit mehr Möglichkeiten, ihr Leben nach ihren Vorstellungen zu gestalten.
Befürworter des BGE erhoffen, dass durch diese unbürokratische und bedingungslose Existenzsicherung Wirtschaftskrisen für die Allgemeinheit weniger dramatisch und beunruhigend wären.

### Ökonomischer Ansatz
Mit Blick auf die Ökonomie wird in diesem Ansatz argumentiert, dass bereits mehr als die Hälfte der Bevölkerung in der modernen Wohlfahrtsgesellschaft von den Einkommen anderer oder von Sozialleistungen abhängig sei. Diese Situation werde sich aufgrund der Altersstruktur weiter verschärfen. Zugleich sinke der Bedarf an Arbeitskräften in der Industrie durch kontinuierlichen technischen Fortschritt strukturell weiter. Eine Bindung der sozialen Sicherung an eine immer weiter abnehmende Basis führe zu einer Belastung der betrieblichen Lohnkosten, die die internationale Wettbewerbsfähigkeit der Wirtschaft zunehmend verschlechtere. Auf Seiten des Arbeitgebers sänken durch ein BGE die Lohnnebenkosten.
Des Weiteren wird an dem gegenwärtigen Sozialsystem bemängelt, dass es viele Kosten durch die Bürokratie hervorrufe, die zum Beispiel durch nötige Anspruchsprüfungen auf bestimmte Transferleistungen zustande komme. Dem ökonomischen Ansatz zufolge sollte das BGE solche Aufwände reduzieren. Die somit wegfallenden Kosten würden zum Beispiel in die Finanzierung des Sozialstaates oder anderer Staatsaufgaben investiert werden. Momentan werde hierfür zudem laufend in marktwirtschaftliche Prozesse eingegriffen und die Rahmenbedingungen würden umgestaltet, was zu Ineffizienz und sozialer Ungerechtigkeit führe. Die beiden Wirtschaftswissenschaftler Esther Duflo und Abhijit Banerjee plädieren für ein kleines bedingungsloses Grundeinkommen, ein Universal Ultra Basic Income (UUBI) für Schwellen- und Entwicklungsländer zum Aufbau eines UBI und erklären dies am Beispiel Indien mit den derzeitigen Subventionen und Arbeitsprogrammen. Durch Wegfall von Vergünstigungen würde das Steuersystem zusätzlich vereinfacht. 
2016 betrugen die Sozialleistungen in Deutschland mit 918 Milliarden Euro insgesamt 29,3 Prozent des Bruttoinlandsprodukts (BIP). Laut Bundesministerium für Arbeit und Soziales lag die Summe aller Sozialleistungen 2022 bei 30,2 % des BIP.

## Geschichte
Bei einem Triumphzug 46 v. Chr. schenkte der römische Staatsmann Gaius Iulius Caesar jedem einfachen römischen Bürger 100 Denare. Vor seiner Ermordung im Jahr 44 v. Chr. vermachte Caesar in seinem Testament jedem Bürger 300 Sesterzen (oder 75 Denare).
In einem weiteren sehr frühen Beispiel gab Trajan (römischer Kaiser von 98 bis 117) allen einfachen römischen Bürgern, die sich dafür bewarben, persönlich 650 Denare.
In Thomas Morus’ Roman Utopia (1516) wurde statt der Bestrafung von Dieben vorgeschlagen, allen Menschen des Landes eine Art Lebensunterhalt zu zahlen, um Diebstahl vorzubeugen.
Juan Luis Vives (1492–1540) entwickelte die Gedanken seines Freundes Thomas Morus in der Schrift De Subventione Pauperum (Über die Unterstützung der Armen, 1526) zu einem garantierten Minimaleinkommen weiter. In seinem Appell an den Bürgermeister und die Schöffen der Stadt Brügge argumentierte Vives nicht mit einem Gerechtigkeitsprinzip, sondern mit der christlich-jüdischen Pflicht zur Nächstenliebe. Zudem hielt er ein öffentliches Fürsorgewesen für wirkungsvoller als private Almosen. Die geforderte Hilfe war bei Vives an den Beweis eines Arbeitswillens gekoppelt.
Das Denken von Vives hatte später Einfluss auf die Ideen von Montesquieu: „Der Staat schuldet allen seinen Einwohnern einen sicheren Lebensunterhalt, Nahrung, geeignete Kleidung und einen Lebensstil, der ihre Gesundheit nicht beeinträchtigt.“
Thomas Paine (1737–1809) entwickelte seine Idee in einem Bericht (Agrarische Gerechtigkeit, 1796), der an das Direktorat der französischen Revolutionsregierung gerichtet war:

„Es ist eine unwiderlegbare Tatsache, dass die Erde in ihrer natürlichen, unkultivierten Beschaffenheit immer der gemeinsame Besitz der menschlichen Rasse war und sein wird.
Wenn das Land kultiviert wird, ist es lediglich diese Wertsteigerung, die zu einem individuellen Besitz wird und nicht die Erde selbst. Jeder Besitzer sollte daher für kultiviertes Land eine Bodenpacht (ich weiß keine bessere Bezeichnung für diese Idee) entrichten für das Land, das er besitzt. Die Bodenpacht, die bei diesem Umsetzungsplan vorgeschlagen wird, fließt in einen Fonds. Aus diesem Fonds soll jedem Menschen beim Erreichen des 21. Lebensjahres die Summe von 15 Pfund Sterling ausgezahlt werden als ein Teilausgleich für den Verlust seines natürlichen Erbes durch die Einführung des Landeignersystems. Außerdem soll eine Summe von 10 Pfund Sterling pro Jahr an jede derzeit lebende Person ab fünfzig Jahren gezahlt werden und an alle anderen, ob reich oder arm, wenn sie dieses Alter erreichen. Diese Zahlungen stehen jedem Menschen zu, egal ob reich oder arm, anstelle seines natürlichen Erbes, auf das jeder Mensch ein Anrecht hat unabhängig vom Besitz, den er selbst angesammelt oder geerbt hat.“

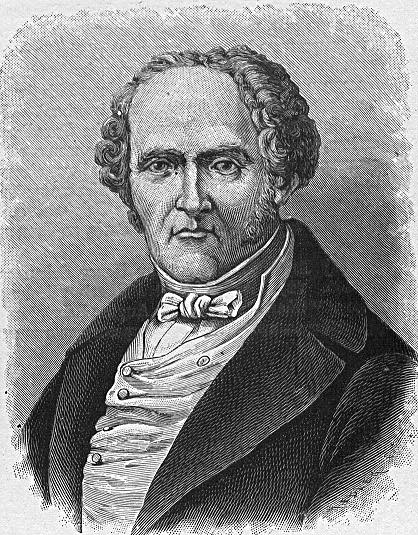
Charles Fourier

Nach Ansicht Paines rechtfertigt der gleichberechtigte Besitz der Erde ein bedingungsloses Einkommen für alle, jedoch kein garantiertes Einkommen. Thomas Spence kritisierte Paine als zu zaghaft und forderte in Die Rechte der Kinder (1797) die Nutzungsrechte an Grund und Boden einer Gemeinde zu versteigern und den Erlös nach Abzug der Gemeindekosten gleichmäßig zu verteilen.
Zahlreiche Reformer des 19. Jahrhunderts wie William Cobbett (1827), Samuel Read (1829) und Poulet Scrope (1833) in England verstanden es so, dass die Basis eher ein garantiertes Einkommenschema ist und keine öffentliche Fürsorge. Ein bekannter Vertreter unter ihnen ist der französische Schriftsteller Charles Fourier (1836: 490–492). In La Fausse Industrie (1836) begründete Fourier, dass das Verbot fundamentaler Naturrechte – wie das Jagen, Fischen, Früchte sammeln oder das Vieh auf dem Gemeinschaftsbesitz zu weiden – darauf hindeute, dass die „Zivilisation“ jedem, der keine Möglichkeit habe, seine Bedürfnisse zu decken, einen Lebensunterhalt schulde.
Victor Considérant, ein Anhänger Fouriers, machte 1845 einen Schritt in Richtung eines wirklichen Grundeinkommens, indem er betonte, dass, wenn Arbeit einen verlockenden Dank an das Phalanstère-System bedeute, man in der Lage sein müsse, ein Minimaleinkommen für die ärmeren Mitglieder der Gesellschaft voranzutreiben, in der Gewissheit, dass ihnen mehr zustehe, als die Aufwendungen am Jahresende ausmachten.
1848 veröffentlichte der Belgier Joseph Charlier seine Lösung des Sozialproblems (Solution du problème social ou constitution humanitaire), die als erster Lösungsansatz gesehen werden kann, der ein garantiertes Grundeinkommen beinhaltet. Unter dem Namen „Minimum“ oder „revenu garanti“ (später „Staatsdividende“), schlug Joseph Charlier vor, jedem unbescholtenen Bürger eine quartalsmäßige (später eine monatliche) finanzielle Zuwendung zuzubilligen, deren Höhe jährlich durch die Regierungsvertreter festgelegt würde. Quelle sollten ähnlich wie bei Spence die Erlöse aus der Vergabe von Nutzungsrechten an natürlichen Ressourcen sein. Privateigentum an Grund und Boden war mit diesem Konzept nicht vereinbar. In einem späteren Buch nennt er diese Zuwendung „Staatsdividende“. Dieses Programm, so argumentiert er, würde die „Herrschaft von Kapital über Arbeit [beenden]. Würde dies nicht zum Müßiggang ermutigen? Zweifelhaftes Glück für die Faulen: sie werden lediglich mit einer minimalen Zuwendung bedacht. Die Pflicht der Gesellschaft geht nicht über die Zusicherung eines fairen Anteils dessen hinaus, was von Natur aus zur Verfügung steht, ohne jemandes Recht zu beschneiden. Alles über dem Minimum müsse verdient werden.“
Der Zeitgenosse von Charlier, John Stuart Mill, fügte zu der zweiten Ausgabe seines Buches Prinzipien der politischen Ökonomie folgendes hinzu und ging damit auf die Forderung Fouriers auf ein ungeprüftes Grundeinkommen ein:

„Die geschickteste Kombination aller Formen des Sozialismus und die mit der größtmöglichen Objektivität ist allgemein als Fourierismus bekannt. Dieses System erwäge nicht die Aufhebung von Privateigentum oder gar von Erbschaften; im Gegenteil, es beziehe sie auf offene Weise mit ein – als ein Zuteilungsfaktor beim Erwirtschaften von Kapital und von Arbeit. […] In der Verteilung sei ein bestimmtes Minimum für den Lebensunterhalt jedes Mitglieds der Gesellschaft – ob arbeitsfähig oder nicht – festzulegen. Der Rest der Produktion wird in bestimmten Anteilen aufgeteilt, um im Voraus unter den drei Faktoren festgelegt zu werden: Arbeit, Kapital und Fähigkeiten.“

Erste konkrete Konzepte für ein garantiertes Grundeinkommen wurden beispielsweise von Josef Popper-Lynkeus ausgearbeitet. In Österreich wurde der erste Vorschlag von Lieselotte Wohlgenannt und Herwig Büchele vorgelegt.
Ab den 1920er Jahren erlangte in Australien, Großbritannien, Kanada und Neuseeland die Social-Credit-Bewegung eine beachtliche Popularität mit bis zu 20 % Stimmanteilen bei Wahlen in Neuseeland und 54 % im kanadischen Bundesstaat Alberta. Eine der Kernforderungen war die Auszahlung eines Grundeinkommens (National Dividend) an alle Bürger.

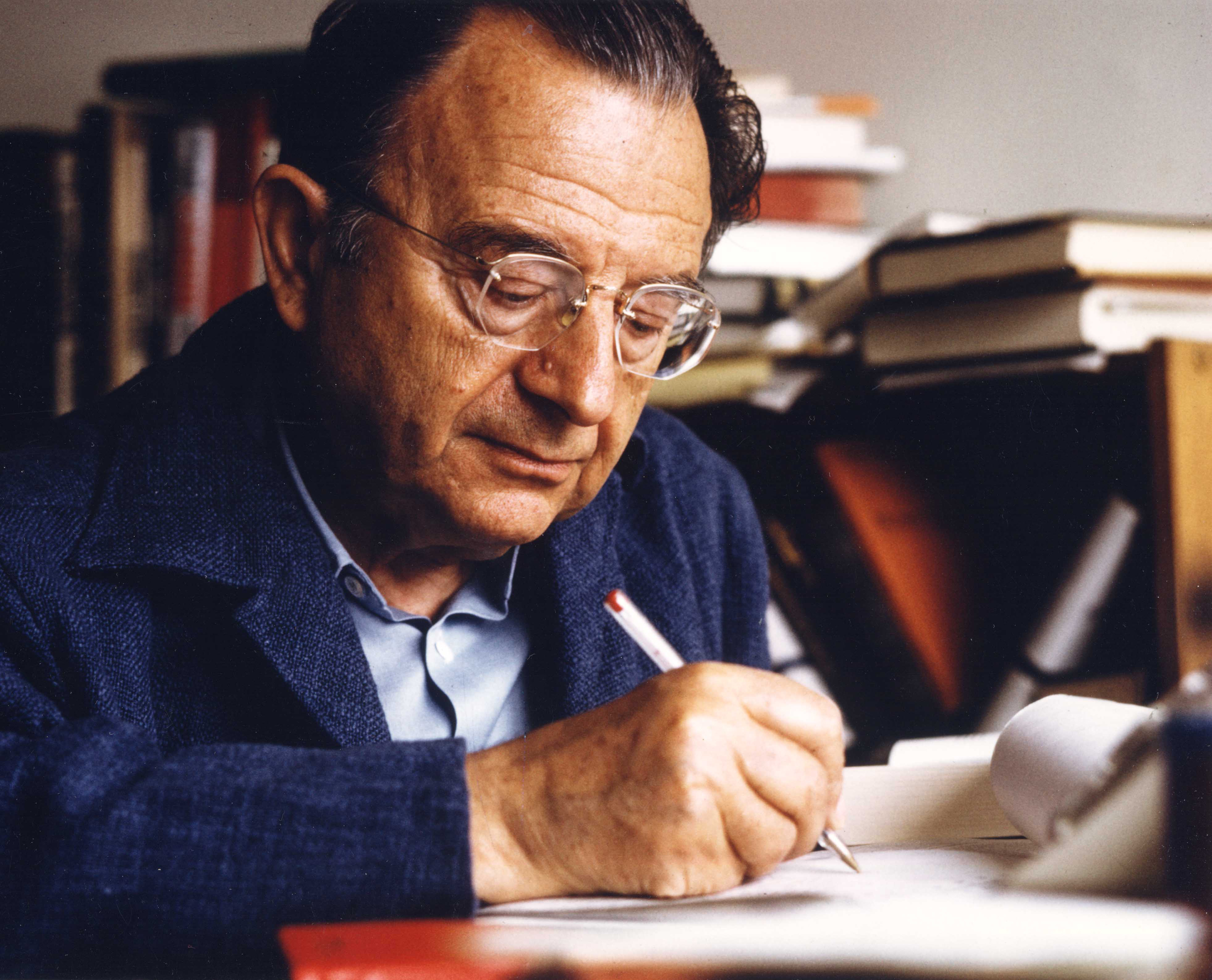
Erich Fromm (1974)

Erich Fromm plädierte 1955 in The sane Society (dt. Wege aus einer kranken Gesellschaft) für ein arbeitsunabhängiges Grundeinkommen als Erweiterung bestehender Sozialversicherung und begründete dieses mit dem Recht, aus persönlichen Gründen eine Arbeit auszuschlagen, ohne Hunger oder soziale Ächtung zu erleiden. Jeder Bürger habe den Anspruch auf ein Existenzminimum im Sinne dieses Grundeinkommens. Die Vorschläge Fromms lassen sich vor dem Hintergrund einer breiten Diskussion in den USA und Kanada verstehen. Ein prominenter Befürworter eines BGE war Martin Luther King. Dort erreichte die in den 1960er und 1970er Jahren anhaltende Diskussion ihren Höhepunkt, als US-Präsident Lyndon B. Johnson 1967 eine Kommission einrichten ließ, die sich mit dem bedingungslosen Grundeinkommen beschäftigte. Es gab Pilotprojekte in den USA und Kanada, die eine negative Einkommensteuer in die Tat umsetzten (z. B. das Mincome in Dauphin, Kanada). Obwohl die Studien zeigten, dass ein befürchteter Rückgang des Arbeitsangebotes nur in sehr geringem Umfang stattfand, war eine flächendeckende Umsetzung gesellschaftspolitisch nicht durchsetzbar.
Milton Friedman nahm 1962 eine Idee von Abba P. Lerner (1944) auf und sah die negative Einkommensteuer als Chance, gleichzeitig die Armut zu bekämpfen und sozialstaatliche Bürokratie und Missbrauchsvorwürfe zu reduzieren. Friedmans Konzept wurde seinerseits in einer Studie von James Tobin 1967 als mögliches Instrument für einen sozialen Ausgleich weiterentwickelt. Dieses Konzept spielte 1972 eine Rolle in der Präsidentschaftswahl der USA unter dem Stichwort demogrant. Richard Buckminster Fuller stellte 1981 in seinem Buch Critical Path ebenfalls Überlegungen zu einem bedingungslosen Grundeinkommen an: Arbeitslosigkeit beruhe unmittelbar auf der technischen Möglichkeit einer Ephemerisierung.
Der französische Sozialphilosoph André Gorz meinte ebenfalls, dass seit Jahrhunderten immer mehr Arbeiten durch Maschinen übernommen werden. Der dadurch bewirkte Anstieg der Produktivität führe dazu, dass selbst bei zunehmender Produktion weniger menschliche Arbeitskraft benötigt wird. Die Vorstellung von Vollbeschäftigung werde zur Illusion. Deshalb befürwortete Gorz ein Grundeinkommen, welches ermöglicht zu leben, ohne zu arbeiten. Jeder Mensch erhalte eine monetäre Grundlage, sich selbst zu verwirklichen.
Die Commons-Forscherin Silke Helfrich warf 2021 das Konzept des unbedingten Grundauskommens (Eigenschreibweise: GrundausCommons) auf. Demnach sei es auch denkbar, durch das Kultivieren des Teilens (Commoning) auch nicht-monetär Grundbedürfnisse und Teilhabe sicherzustellen.

## Finanzierungsmodelle
Zur Finanzierung des Grundeinkommens ist üblicherweise eine starke Vereinfachung und Neuordnung des Steuersystems vorgesehen sowie sehr viel weniger Aufwand und Bürokratie in der Sozialverwaltung, da bisherige Transferleistungen durch das bedingungslose Grundeinkommen ersetzt würden. Arbeitslosengeld, Sozialhilfe, Rente, Ausbildungsförderung, Kindergeld und ähnliche Sozialleistungen würden schrittweise ersetzt und letztendlich wegfallen.
Zur Finanzierung gibt es vier dominierende Modellansätze:
- Besteuerung des Einkommens
- Besteuerung des Konsums
- Besteuerung der natürlichen Ressourcen (Nutzung und Verbrauch)
- Besteuerung des Geldverkehrs

wobei in den meisten Modellen eine Mischung dieser Besteuerungen vorgesehen ist.

### Besteuerung des Einkommens
Die Basis für die Finanzierung wäre primär die Einkommensteuer:

#### Negative Einkommensteuer

Verlauf des Nettoeinkommens bei der negativen Einkommensteuer

Ein bedingungsloses Grundeinkommen kann durch das Konzept der negativen Einkommensteuer realisiert werden. Dabei entsteht ein Grundeinkommen als ein von den Behörden zu erstattender Steuerbetrag, der mit der Steuerschuld auf Erwerbseinkommen verrechnet wird. Dabei wird das Erwerbseinkommen zunächst mit einem – in den zur Diskussion stehenden Modellen in der Regel konstanten – Steuersatz belastet. Von der Steuerschuld wird dann das Grundeinkommen abgezogen. Ist der so entstandene Betrag negativ, weil die Steuerschuld geringer als das Grundeinkommen ist, erfolgt eine Auszahlung um diesen Betrag; andernfalls ist der Betrag an die Steuerbehörde zu entrichten. Menschen ohne Erwerbseinkommen erhalten so das volle Grundeinkommen ausgezahlt. Mit jedem zusätzlichen Verdienst steigt das Nettoeinkommen um den mit dem Steuersatz multiplizierten Verdienst an, sodass zu jeder Zeit ein Anreiz, zusätzliches Einkommen zu erwerben, besteht. Zu beachten ist, dass trotz des in der Regel angenommenen konstanten Grenzsteuersatzes der effektive Steuersatz progressiv verläuft.

#### Ulmer Transfergrenzenmodell

Verlauf des Nettoeinkommens beim Ulmer Transfergrenzenmodell

Das bedingungslose Grundeinkommen nach dem Ulmer Transfergrenzenmodell würde grundsätzlich allen Bürgern in Höhe des vom Gesetzgeber festzulegenden Existenzminimums ausgezahlt. Finanziert würde das Bürgergeld aufkommensneutral aus einer Bürgergeldabgabe. Diese Abgabe, die in einem Umlageverfahren erhoben werden würde, wäre ein fester Prozentsatz des Bruttoeinkommens. Das Ulmer Modell entspricht einer negativen Einkommensteuer, bei der an der Transfergrenze der Steuersatz wechselt.

#### Solidarisches Bürgergeld
Der ehemalige thüringische Ministerpräsident Dieter Althaus fordert ein Solidarisches Bürgergeld genanntes partielles Grundeinkommen von 600 Euro brutto für jeden (abzüglich 200 Euro für eine Basis-Krankenversicherung). Die meisten staatlichen Transferleistungen sollen damit gebündelt werden. Dabei sollen das Arbeitslosengeld I und die Altersrente erhalten bleiben. Weiterhin soll ein Bürgergeld eingeführt werden, um Kosten für die Unterkunft und soziale Notlagen decken zu können. Außerdem soll eine Elternrente eingeführt werden. Verbunden ist das Konzept mit einer umfangreichen Umgestaltung („Systemwechsel“) in der Steuer- und Sozialpolitik. Eine von Michael Opielka und Wolfgang Strengmann-Kuhn für die Konrad-Adenauer-Stiftung durchgeführte Untersuchung kam zur Feststellung, das Konzept von Althaus sei finanzierbar. Dieter Althaus geht in seiner Berechnung davon aus, dass das solidarische Bürgergeld 27,7 Milliarden Euro an jährlichen Rücklagen bildet und einen Überschuss von 70 Milliarden Euro generiert. Dabei sind Steuermehreinnahmen durch neu geschaffene Vollzeitstellen und Einsparungen durch den Abbau von Bürokratie nicht mit einberechnet. Das Hamburgische Weltwirtschafts Institut geht durch den erhöhten Anreiz arbeiten zu gehen langfristig von 520.000 bis 1,17 Millionen neu geschaffener Stellen aus. Der Sachverständigenrat der Bundesregierung geht von knapp 1,2 Millionen neu geschaffener Vollzeitstellen aus.

### Besteuerung des Konsums
In dem von Götz Werner entwickelten Modell würden Einkommensteuer, Lohnsteuer und Sozialabgaben entfallen, weshalb jedes Bruttoeinkommen als Nettoeinkommen ausbezahlt würde. Bei diesem Modell wird das Grundeinkommen durch eine Umsatzsteuer (USt) finanziert, welche an die Stelle aller anderen bisher erhobenen Steuern und Sozialabgaben tritt.
Götz Werner geht dabei von der Prämisse aus, dass die Steuerbelastung durch einen Wechsel von der Einkommen- zur Konsumsteuer nicht größer würde, sondern grundsätzlich gleich bliebe, da alle Steuern, einschließlich der einkommensbezogenen Steuern im Unternehmensbereich, bereits versteckt in den Preisen enthalten seien. Das derzeitige Steuersystem sei laut Werner ein Relikt der Vergangenheit und müsse für die Einführung seines BGE-Modells grundlegend geändert werden. Angestrebt werde ein Grundeinkommen auf Höhe eines kulturtauglichen Niveaus; zur Zeit seien 1000 € monatlich im Gespräch. Erreicht werden solle dies über mehrere Stufen durch eine schrittweise Erhöhung der Mehrwertsteuer. Wie hoch das Grundeinkommen jedoch tatsächlich ausfalle, sei eine Frage des sozialen Konsenses. Aufgrund des erforderlichen Umsatzsteuersatzes in Höhe von 100 % auf die Nettopreise würden die realen Preise nicht steigen. Schon heute seien alle Steuern und Abgaben, die während der Herstellung eines Produktes oder der Erstellung einer Dienstleistung erhoben würden, in den Preisen enthalten (die Staatsquote in der Bundesrepublik liegt bei etwa 50 %).

### Grundrententheorie
Einzelne Stimmen in Wissenschaft und Forschung sowie im politischen Raum sprechen sich für ein Grundeinkommen (basic income, citizensʼ dividend) finanziert aus der Abschöpfung ökonomischer Renten (Grundrententheorie) aus. Meist berufen sie sich dabei insbesondere auf die Physiokraten des 18. Jahrhunderts, auf Thomas Paine, Thomas Spence und Joseph Charlier (vgl. Kapitel 9.1 im vorliegenden Artikel), auf den US-amerikanischen Ökonomen Henry George (1839–1897) oder auf den Sozial- und Geldreformer Silvio Gesell (1862–1930).
Mit den Renteneinnahmen, so die Verfechter dieses Ansatzes, könnten zunächst die staatlichen Kernaufgaben finanziert und die Fixkosten der öffentlichen Infrastruktur gedeckt werden. Die darüber hinaus verbleibenden Einnahmen könnten als Grundeinkommen, als Dividende an die Bürger ausgeschüttet werden. Im Gegensatz zur Finanzierung eines Grundeinkommens aus Einkommen- oder Konsumsteuern, womit Einkommen (Nutzen) und Arbeit (Aufwand) stärker als bisher schon voneinander entkoppelt würden, würden hier Nutzen und Kosten stärker aneinander gekoppelt: Wer Ressourcen überproportional in Anspruch nimmt, zahlt mehr als er zurück erhält. Wer unterdurchschnittlich nutzt, wird dafür belohnt, bekommt also mehr ausgezahlt als er bezahlt. Beim durchschnittlichen Ressourcennutzer halten sich Steuerzahlung und Grundeinkommen die Waage. Das führe zu einer Teilhabe- und Ressourcengerechtigkeit. Nach überschlägigen Berechnungen ergäbe bereits eine fünfprozentige Besteuerung des Bodenwerts in Deutschland Einnahmen von 100 Milliarden Euro pro Jahr, also pro Bewohner rund 1.250 Euro. Entsprechend würden sich die Mieten und Lebensmittelpreise pro Kopf gemäß der Logik des Konzeptes im Durchschnitt um diese 1.250 Euro verteuern. Dirk Löhr hält für Deutschland ein Grundeinkommen in Höhe von rd. 1.000 bis 2.500 Euro pro Bewohner und Jahr für darstellbar, bei gleichzeitiger Abschaffung u. a. der Mehrwertsteuer. Bei zusätzlicher Abschaffung der umlagefinanzierten Sozialversicherung seien bis zu 7500 Euro pro Kopf und Jahr erreichbar.

### Besteuerung des Geldverkehrs
Finanztransaktionssteuer oder Mikrosteuer. Siehe dazu auch Initiative Grundeinkommen, Abschnitt Finanzierung, Steuern, soziale Systeme – Vorschläge und Diskussion. „Finanztransaktionssteuer“ und „Mikrosteuer“ werden oft fälschlich synonym verwendet. Während die Finanztransaktionssteuer nur bei Finanzgeschäften greift, also bspw. Derivathandel, besteuert die Mikrosteuer ausnahmslos jede Geldbewegung im Zahlungsverkehr.
Auf den Zahlungsverkehr, der „300-mal so groß ist wie das Bruttoinlandprodukt“, schlägt der Schweizer Soziologe, Volks- und Betriebswirtschaftler Oswald Sigg eine Belastung von z. B. 0,05 % vor. „Das Grundeinkommen wäre damit finanziert. Nach dem Prinzip: Wer mehr Geld bewegt, zahlt mehr.“ Über 90 Prozent des Volumens stamme „aus der Finanzwirtschaft, etwa dem Hochfrequenzhandel.“ Im weiteren, zu Steuern für jeden gefragt: „Müssen wir künftig keine Steuern mehr zahlen?“, sagt Sigg: „Doch. Aber nur noch 1 oder 2 Promille von jedem Zahlungsbetrag.“
Richard David Precht spricht sich mit Hinweis auf das Schweizer Modell gleichfalls für eine Finanztransaktionssteuer als Finanzierungsgrundlage für ein BGE aus. Damit solle in ökonomischer Hinsicht verhindert werden, dass Finanzmarktspekulationen sich mehr lohnen als Investitionen in die Realwirtschaft. „Eine Finanztransaktionssteuer macht Finanzmärkte stabiler und verringert die Zockerei im Börsencasino. Verlierer sind nur die Extremzocker und niemand sonst.“ Er befürwortet auch eine Mikrosteuer auf jeden Geldtransfer, mit der Option, dass z. B. Arbeit weniger hoch besteuert und die Realwirtschaft langfristig von Abgaben stärker befreit werden würde.

## Für und Wider

### Deutschland

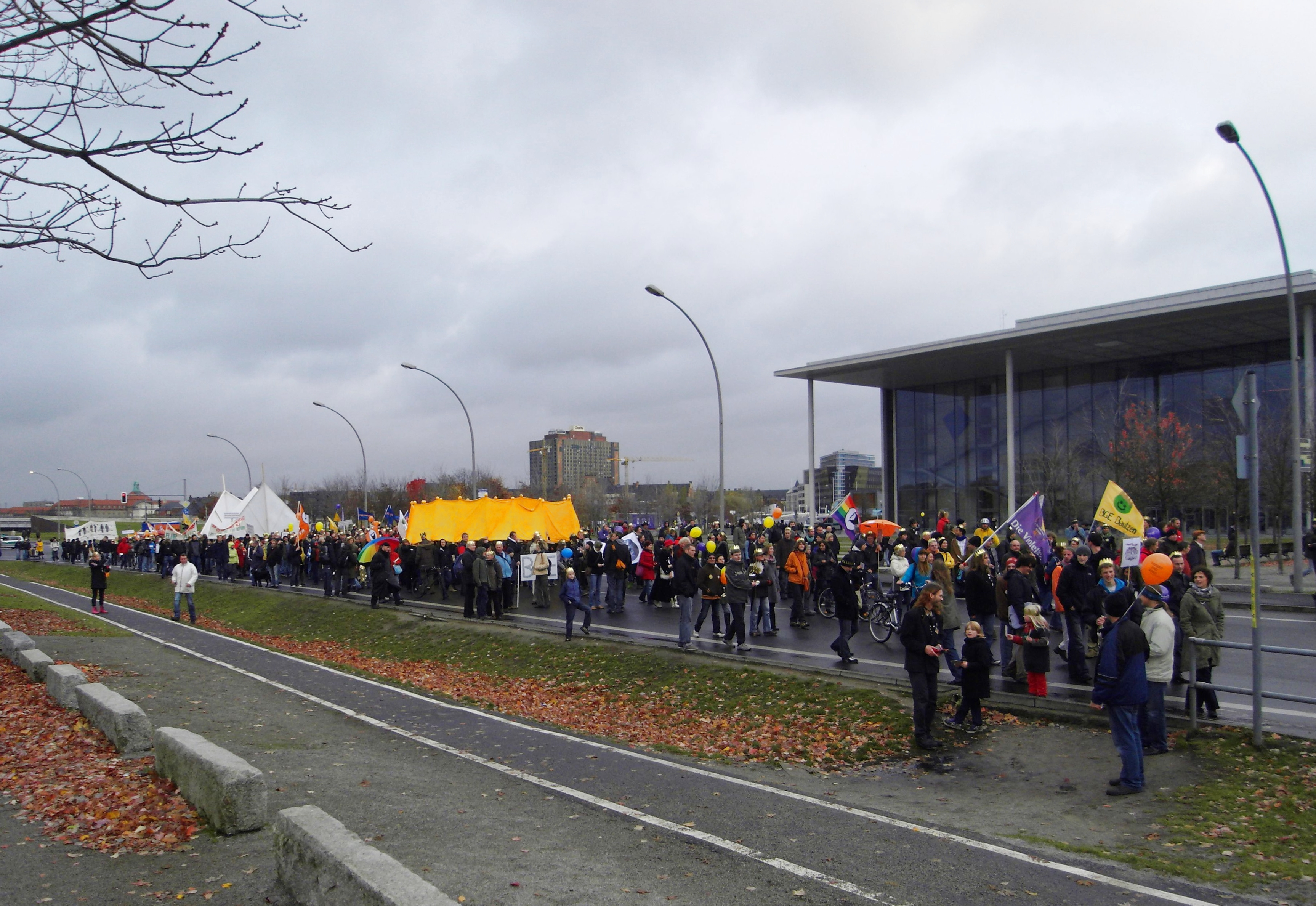
Demonstration für das bedingungslose Grundeinkommen, Berlin (6. November 2010)

#### Positionen von Parteien, Gewerkschaften, Kirchen und Verbänden
- In der CDU diskutierte 2006 eine Grundsatzprogrammkommission das Solidarische Bürgergeld genannte Modell eines partiellen und damit nicht existenzsichernden Grundeinkommens von Dieter Althaus. Ein partielles Grundeinkommen ist kein bedingungsloses Grundeinkommen. Der ehemalige CDU-Generalsekretär Ronald Pofalla sagte in einem Interview, er halte das Modell zwar für visionär, weil „jede Form von Sozialbürokratie“ wegfalle: „keine Formulare mehr, keine Bedürftigkeitsprüfung“. Ein Bürgergeld könne aber auch dazu führen, dass Menschen „sich endgültig aus der Arbeitsgesellschaft zurückziehen“.[67] Die CDU-nahe Konrad-Adenauer-Stiftung unter dem Vorsitz von Bernhard Vogel hält das Konzept für finanzierbar.[50] Die damalige Bundeskanzlerin Angela Merkel hielt im Juli 2017 das BGE „für keine gute Idee“. Sie argumentierte, das System eines bedingungslosen Grundeinkommens widerspreche dem Prinzip, dass „der solidarische Sozialstaat dann hilft, wenn Not besteht.“[68]
- Die SPD lehnt das BGE ab. Auf dem ordentlichen Bundesparteitag im Dezember 2019 in Berlin wurde der Antrag des Parteivorstandes Arbeit – Solidarität – Menschlichkeit: Ein neuer Sozialstaat für eine neue Zeit angenommen und damit beschlossen: „[…] wir halten das bedingungslose Grundeinkommen für falsch, denn es wird den Bedürfnissen der meisten nicht gerecht. Aus dem ‚Recht auf Arbeit‘ hingegen leitet sich für den Einzelnen eine Vielzahl von konkreten Ansprüchen ab, die zu seiner jeweiligen Lebenssituation passen.“[69]
- Die AfD lehnt das BGE ab. In ihrem Grundsatzprogramm Programm für Deutschland., welches auf dem Bundesparteitag im Frühjahr 2016 in Stuttgart beschlossen wurde, fordert sie stattdessen „eine ‚Aktivierende Grundsicherung‘ als Alternative zum Arbeitslosengeld II (sogenanntes „Hartz IV“). Dabei schmilzt der staatliche Unterstützungsbetrag der Grundsicherung mit wachsendem Einkommen immer weiter ab, bis ab einem bestimmten Einkommen Einkommensteuer zu entrichten ist, statt einen staatlichen Unterstützungsbetrag zu erhalten.“[70]
- Die FDP diskutiert das „liberale Bürgergeld“, das nicht bedingungslos ist. Es entstand aber aus dem Konzept der negativen Einkommensteuer und des Bürgergelds von Joachim Mitschke, das die Idee eines BGE in Deutschland Anfang der 1990er Jahre etabliert hat[71] und ein Kompromiss mit den Gegnern der Bedingungslosigkeit sein soll.[72] Ein BGE bei gleichzeitiger Beibehaltung beitragsfinanzierter Sozialleistungen (Renten-, Kranken-, Pflegeversicherung) hält die FDP für nicht finanzierbar und deren Abschaffung für nicht gerecht.[73]
- Die Partei Die Linke stimmte im September 2022 in einem Mitgliederentscheid für die Aufnahme des bedingungslosen Grundeinkommens in das Parteiprogramm.[74] Die frühere Parteivorsitzende und ehemalige Berliner Arbeitsministerin Katja Kipping engagiert sich für ein BGE; sie ist ehemalige Sprecherin des Netzwerk Grundeinkommen. Darüber hinaus wird das Projekt in Bundes- und Landesarbeitsgemeinschaften der Partei diskutiert. 2017 legte die Bundesarbeitsgemeinschaft Grundeinkommen ein überarbeitetes Konzept zu einem bedingungslosen, emanzipatorischen und an der Programmatik der Partei ausgelegten Konzept vor, das als „Linkes Grundeinkommen“ bezeichnet wird.[75] Im Oktober 2024 lehnte die Linke es auf ihrem Bundesparteitag ab, ein BGE in ihr Programm aufzunehmen.[76]
- Bei Bündnis 90/Die Grünen setzte sich auf dem Bundesparteitag im November 2007 der Vorschlag einer Grünen Grundsicherung mit 60 % der Delegiertenstimmen gegen das BGE durch. Sie sieht eine Reform des bisherigen Systems bedarfsgeprüfter Transfers mit einer vergleichbaren Erhöhung des ALG II vor und enthält mehrere Elemente des Grundeinkommens, wie die schrittweise Einführung eines Grundeinkommens für Kinder (bedingungslose Kindergrundsicherung), der Ökobonus (ein Grundeinkommen finanziert aus Ökosteuern), ein temporäres Grundeinkommen (Brückenexistenzsicherung) und beim Arbeitslosengeld II der Verzicht auf jegliche finanzielle Sanktionen, die dazu führen, dass das Einkommen unterhalb des Existenzsicherungsniveaus sinkt.[77] In der Partei beschäftigt sich das Grüne Netzwerk Grundeinkommen mit dem Grundeinkommen.[78] Die Grüne Jugend tritt für ein Grundeinkommen ein.[79] Im 2020 beschlossenen Grundsatzprogramm wird eine Garantiesicherung angestrebt, in die schrittweise die bisherigen existenzsichernden Sozialleistungen zusammengeführt werden sollen. Dabei will man sich an der Leitidee eines Bedingungslosen Grundeinkommens orientieren.[80]
- Volt forderte erstmals in ihrer Amsterdamdeklartion, ihrem europäischen Wahlprogramm 2019, ein europäisches Pilotprojekt zum bedingungslosen Grundeinkommen zu starten.[81] Dabei soll über mehrere Jahre hinweg in verschiedenen europäischen Staaten ein europäisches BGE und inwiefern es klassische Sozialsysteme ersetzen kann, evaluiert werden. Zur Bundestagswahl 2021 griff die Partei die Forderung erneut auf.[82]
- Die größte deutsche Gewerkschaft IG Metall und die zweitgrößte deutsche Gewerkschaft ver.di lehnen das BGE ab.[83][84]
- Attac, das Jugendwerk der Arbeiterwohlfahrt sowie der Deutsche Bundesjugendring unterstützen ein bedingungsloses Grundeinkommen.[85][86][87]
- Der Katholische Sozialverband (KKV) lehnt das BGE ab.[88] Die Katholische Arbeitnehmer-Bewegung plädiert für das BGE[89] und ist Mitglied im Netzwerk Grundeinkommen.[90] Der Bund der Deutschen Katholischen Jugend, größter Dachverband der katholischen Kinder- und Jugendverbände mit rund 660.000 Mitgliedern, tritt für das BGE ein und ist Mitglied im Netzwerk Grundeinkommen.[90]

#### Kritische Auseinandersetzung in Wirtschaft und Gesellschaft
Die Auswirkungen auf Arbeitsmarkt und Preise sind bei keinem Modell vollends vorhersehbar. Befürworter behaupten, dass Erwerbsarbeit nicht reduziert würde, da Menschen aus eigenem Antrieb oder für Zusatzeinkommen freiwillig arbeiten würden und Güter und Dienstleistungen weiterhin produziert und angeboten werden müssten, auch mit aktuellen Sozialsystemen komme es zu Armut. Die Ansicht von Kritikern, Arbeit sei sinnstiftend und ermögliche Teilhabe, wird auch von manchen Befürwortern geteilt, auch ohne Existenzangst gebe es eine Motivation zu arbeiten, niemand werde durch ein BGE von Arbeit ausgeschlossen, es sei daher keine „Stilllegungsprämie“. Mit dem Kampfbegriff „Abstellprämie“ wird das BGE als Stillhalteprämie ohne Perspektive in der Erwerbsarbeit von einigen Gewerkschaftsfunktionären abgelehnt, es sei keine Lösung zur Abfederung der Digitalisierung, des Technologiewandels (Arbeit 4.0) und der Globalisierung; Menschen wollten arbeiten und dies möglichst qualifiziert.
Der Philosoph Richard David Precht sieht ein bedingungsloses Grundeinkommen von 1500 Euro als ein Mittel, um die im Fortgang der Digitalen Revolution zu erwartende höhere Arbeitslosigkeit aufzufangen und kollektive Armut vor allem im Alter zu verhindern. Dadurch werde ein allein auf Erwerbsarbeit gegründeter Leistungsbegriff überwunden, der ohnehin blind sei für die sozialen Lebensleistungen vieler Menschen. Damit entfalle zudem der Zwang, monotone und demoralisierende Arbeit auszuüben. Es gelte auch in dieser weiteren Revolution der Wirtschafts- und Arbeitswelt, eine neue Ordnung und Balance herzustellen. „Wir werden wieder mehr Sozialismus in den Kapitalismus implementieren müssen […] – oder aber wir riskieren gewaltige ökonomische und gesellschaftliche Crashs.“
Gegner befürchten, ein bedingungsloses Grundeinkommen werde Bürger häufiger zur Untätigkeit verleiten, da der materielle Anreiz zur Aufnahme einer Arbeit sinke. Wenn sich insbesondere für Menschen mit bisher geringem Einkommen Arbeit materiell kaum lohne, würden sich unter anderem nicht mehr genug Menschen finden, um niedrig entlohnte und besonders unangenehme Arbeiten auszuführen. Kritiker verweisen darauf, dass ein bedingungsloses Grundeinkommen ein Anreiz zu verstärkter Einwanderung sein könne, es wird kritisiert, dass durch ein bedingungsloses Grundeinkommen ein hoher Anteil des Volkseinkommens umverteilt würde.
Der Wirtschaftswissenschaftler und ehemalige Staatssekretär im Bundesministerium der Finanzen Heiner Flassbeck meint, mit dem BGE werde „eine sinnlose Umverteilungsmaschine in Gang gesetzt“. Die eigentlichen Profiteure seien Gutverdiener, die es nicht bräuchten. Christoph Butterwegge äußert sich: „Was soll daran fair sein, wenn der Milliardär dieselbe Summe ausgezahlt bekommt wie der Müllwerker? […] Ein ‚schlanker Staat‘ ist das Wunschbild der Neoliberalen, die in der sozialen Gerechtigkeit nur eine Fata Morgana sehen. Wer mehr soziale Gerechtigkeit verwirklichen möchte, benötigt dafür einen starken Sozialstaat, der Hilfebedürftige, aber nicht Wohlhabende und Reiche finanziell unterstützt. Um zwischen beiden Gruppen differenzieren zu können, braucht man eine staatliche Bürokratie, die nach Bedarfsgerechtigkeit strebt. Würde ein Grundeinkommen verwirklicht, hätten die Neoliberalen ihr Hauptziel erreicht: Den Sozialstaat zerschlagen und freie Bahn für den Markt geschaffen.“ Der Wirtschaftswissenschaftler Heinz-Josef Bontrup bezeichnet das BGE als „ökonomisch skurrile Forderung“.
Bundespräsident Steinmeier sprach sich 2018 auf einem Bundeskongress des DGB zusammen mit Reiner Hoffmann gegen ein BGE als „Abstellprämie“ für die Stilllegung von Arbeitskraft aus; der Verweis auf das bedingungslose Grundeinkommen sei zu defensiv und käme einer Kapitulation gleich, Arbeit sei mehr als Einkommen, bedeute Lebensgestaltung und Selbstbestimmung durch Arbeit.
Der frühere SPD-Generalsekretär Hubertus Heil kritisierte die Althaus-Pläne für ein Grundeinkommen als „Stilllegungsprämie“. Menschen würden „als nutzlos abgestempelt“ und „mit Geld abgefunden“. Stephan Lessenich erarbeitete für die SPD-nahe Friedrich-Ebert-Stiftung eine Expertise zum Grundeinkommen. Der ehemalige Regierende Bürgermeister von Berlin, Michael Müller (SPD), wirbt für das Konzept eines Solidarischen Grundeinkommens: Menschen sollen nicht durch Alimentierung, sondern durch Arbeit ein Auskommen gesichert werden. Dabei stünde der Wert von Arbeit („über feste, unbefristete Stellen mit Sozialversicherung und einer Bezahlung nicht unter dem Mindestlohn“) im Mittelpunkt. Die ehemalige SPD-Vorsitzende Andrea Nahles lehnt ein BGE ab, stattdessen wirbt sie für die Förderung von 18-Jährigen mit einem bedingungslosen Startguthaben in Höhe von 15.000 bis 20.000 Euro.
Die wirtschaftsliberale Denkfabrik Stiftung Marktwirtschaft hat das bedingungslose Grundeinkommen als ein „unhaltbares Versprechen“ bezeichnet und dafür unter anderem folgende Gründe angegeben: Jugendliche und Kinder, vor allem aus sozial schwächeren Schichten, könnten, durch ein solches Grundeinkommen geblendet, die eigene Bildung und Qualifizierung vernachlässigen. Bei der Ersetzung des Sozialversicherungssystems fiele das Prinzip der Leistungsgerechtigkeit weg. Aufgrund des eigentumsrechtlichen Schutzes der Rentenansprüche erfordere ein solcher Systemwechsel lange Übergangszeiten. Ein an den Hauptwohnsitz gebundenes bedingungsloses Grundeinkommen hätte zudem eine „immense Attraktivität“ auf Menschen in anderen EU-Staaten und ließe erhebliche Einwanderungsströme erwarten. Eine Begrenzung des Grundeinkommens, um „grundeinkommensinduzierte Migrationsströme“ zu verhindern, ließe sich zwar gegenüber Drittstaaten umsetzen, käme aber leicht in Konflikt mit dem Europarecht und dem darin garantierten Recht auf Freizügigkeit.
Nach Ansicht von Gerd Habermann vom Interessenverband Die Familienunternehmer – ASU beruht die Idee eines bedingungslosen Grundeinkommens auf einer Vorstellung von einem Staat, in dem alle auf Kosten aller anderen leben könnten. Die psychologischen Effekte seien ein starkes Sinken der Arbeitsmotivation, besonders bei den „Schlechterverdienenden“, sowie die Ausbreitung einer innovationsfeindlichen „Rentnermentalität“ (in den Wirtschaftswissenschaften spricht man von einer Politischen Rente für Einkommen aus Transferleistungen und einer Rentenökonomie bei Ausnutzung derselben). Dass die Arbeit nicht ausgehe, zeigten sogenannte Vollbeschäftigungsländer von der Schweiz bis Neuseeland.
Im linken politischen Spektrum, in dem sich viele Unterstützer finden, hat sich eine kritische Debatte über das Grundeinkommen entzündet. Der Sozialwissenschaftler Rainer Roth bemängelt, dass das „bedingungslose Grundeinkommen für alle die Interessen einer Minderheit“ widerspiegele. Während eher skeptische Stimmen in der Diskussion über ein Grundeinkommen die Chance sehen, dass diese über sich selbst hinaus führen könne, erkennen andere im Grundeinkommen „keinen Schritt in die richtige Richtung, sondern ein Projekt darum, wie man Armut besser verwalten, also erhalten kann“.
Das Wirtschafts- und Sozialwissenschaftliche Institut sieht die Gefahr, dass ein bedingungsloses Grundeinkommen in manchen Bereichen zur Ausweitung prekärer Arbeitsverhältnisse führen könne. Die Löhne, der Kündigungsschutz, und tarifliche Strukturen könnten unter Druck geraten. Dies könne letztendlich zu einer zunehmenden Verunsicherung von Arbeitnehmern führen.

### Österreich
- Am 21. Oktober 2002 wurde das österreichische Netzwerk Grundeinkommen und sozialer Zusammenhalt – B.I.E.N. – Austria gegründet.[111][112] Es versammelt Personen, die das bedingungslose Grundeinkommen unterstützen, und veranstaltet einmal im Jahr eine Fachtagung sowie ein Netzwerktreffen. Als offenes Forum wurde am 8. September 2006 der Runde Tisch – Grundeinkommen gegründet. Er dient der Vernetzung unterschiedlicher Vereine, Initiativen und Personen, die sich für ein bedingungsloses Grundeinkommen einsetzen, und trifft sich einmal im Monat im Amerlinghaus in Wien.
- Das Grundsicherungsmodell der Grünen soll vor Armut schützen und ist bedarfsorientiert und an „Arbeitswilligkeit“ geknüpft, also nicht bedingungslos. Die Höhe des Sicherungsniveaus hat sich daher zumindest an dem von der Armutsforschung als „Armutsgefährdungsschwelle“ angesehenen Wert von 60 % des Medianeinkommens zu orientieren. Diesen Betrag (2005 ca. 834 Euro) haben Grundsicherung und Wohngeld zusammen mindestens zu erreichen.[113]
- Die KPÖ beschloss auf einem Parteitag im Oktober 2014 die Forderung nach einem bedingungslosen Grundeinkommen in existenzsichernder Höhe.[114]
- Die Bürgerrechtsbewegung Generation Grundeinkommen fördert die Diskussion über das bedingungslose Grundeinkommen. Zusätzlich war die Einreichung eines Volksbegehrens über die Einführung eines bedingungslosen Grundeinkommens in Österreich ein Ziel der Initiative.[115][116]
- Im Juli 2016 wurde der Verein BGE – Bedingungsloses-Grund-Einkommen gegründet, welcher auch als gleichnamige Partei gemäß § 1 Abs. 4 PartG mit Satzung vom 11. Januar 2018 beim BMI registriert wurde. Mit dem Grundeinkommen-Modell BGE 100%, das zehn Kriterien beinhaltet, will man bei den kommenden Wahlen antreten.[117]
- Bei der Nationalratswahl 2019 traten die Parteien JETZT, KPÖ und WANDEL für die Einführung eines bedingungslosen Grundeinkommens statt der Mindestsicherung ein.[118]
- Im November 2019 erreichte das vom Grazer Privatmann Peter Hofer ohne Verein oder Partei im Hintergrund initiierte Volksbegehren zum bedingungslosen Grundeinkommen 69.940 Unterschriften, das entsprach 1,1 Prozent der 6.381.700 Unterzeichnungsberechtigten. Die Hürde von 100.000 notwendigen Unterschriften zur Behandlung im Parlament wurde damit nicht übersprungen.[119]
- Im Dezember 2019 wurde der Verein Das Grundeinkommen gegründet, der von Oktober 2020 bis Mai 2021 die Ringvorlesung Ein 1000er mehr? – Das Bedingungslose Grundeinkommen – soziale, ökonomische, anthropologische und ethische Aspekte des bedingungslosen Grundeinkommens organisierte und seither die Buchreihe Überlegungen zum Grundeinkommen herausgibt, von der bisher 6 Bände erschienen sind.[120][121][122]
- Am 6. Februar 2020 starteten mehrere österreichische Grundeinkommensprojekte (Runder Tisch Grundeinkommen, Netzwerk Grundeinkommen, Attac Inhaltsgruppe Grundeinkommen, Verein Das Grundeinkommen, Verein Generation Grundeinkommen, Runder Tisch Grundeinkommen Salzburg) gemeinsam ein neues Volksbegehren zum bedingungslosen Grundeinkommen mit der Sammlung von Unterstützungserklärungen. Bis zum Ende der Eintragungswoche am 9. Mai 2022 wurden 168.981 Unterschriften gesammelt, sodass das Volksbegehren im Parlament behandelt werden musste.[123][124] Am 3. November 2022 fand daher eine 2-stündige Debatte im Ausschuss für Arbeit und Soziales statt, bei der sich allerdings sowohl die Abgeordneten wie auch die von den Fraktionen nominierten Experten gegen ein bedingungsloses Grundeinkommen aussprachen.[125]

### Schweiz

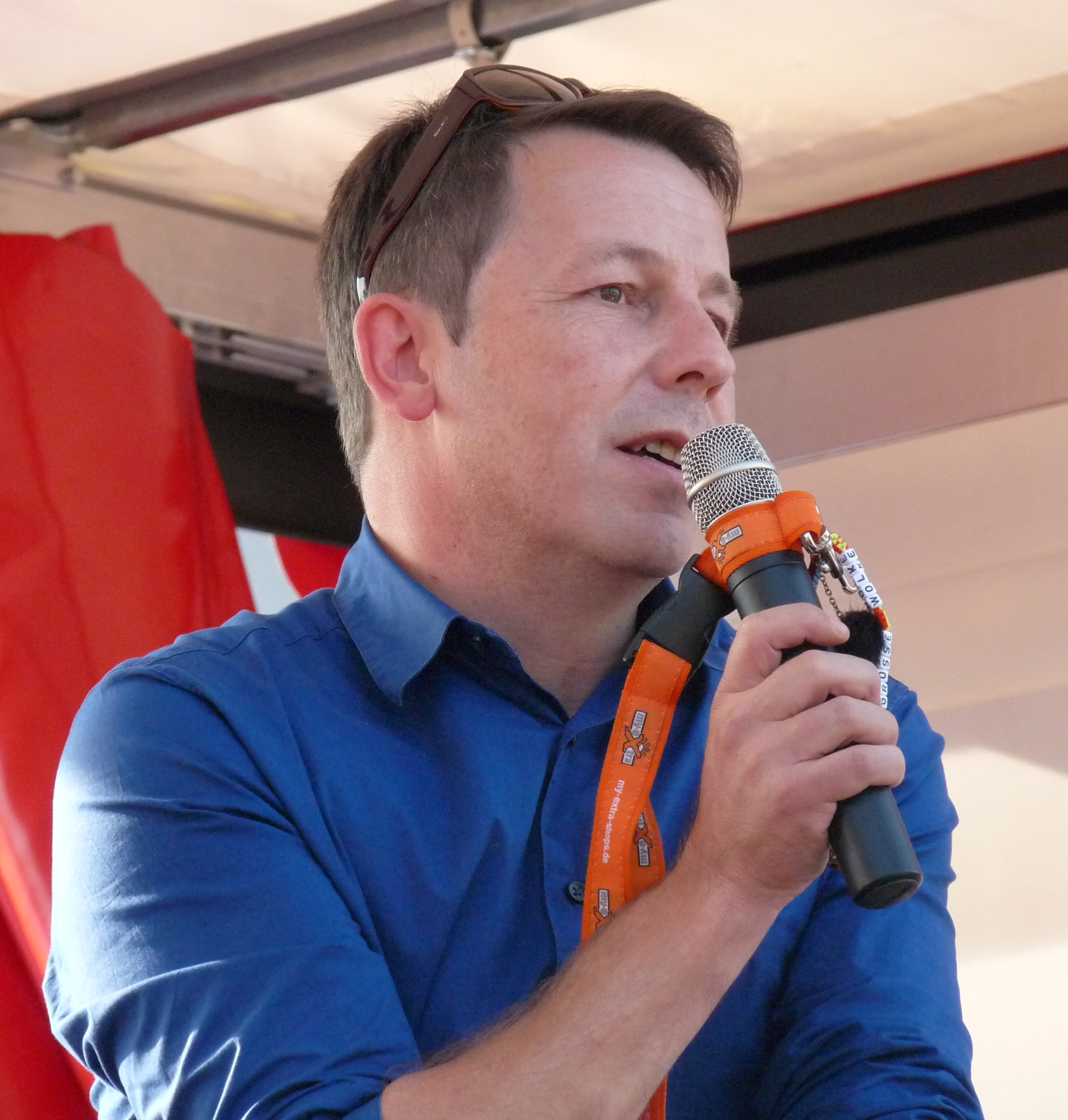
Daniel Häni in Berlin (2013)

Enno Schmidt (2016)

#### Bewegung, Gruppe
Seit dem Europa-Kongress von BIEN, 2002 in Genf, ist der Verein BIEN-Schweiz aktiv.
Die Initiative Grundeinkommen wurde im Januar 2006 von Daniel Häni und Enno Schmidt gegründet und hat ihren Sitz in Basel. Ihr Ziel war es, die Idee eines bedingungslosen Grundeinkommens bekannt zu machen und die Erfolgschancen einer Volksinitiative in der Schweiz zu ermitteln.
Laut dem Schweizer Ökonomen Thomas Straubhaar ist das Konzept des bedingungslosen Grundeinkommens „[…] im Kern nichts anderes als eine fundamentale Steuerreform“, die „alle sozialpolitischen Maßnahmen in einem einzigen Instrument, dem bedingungslos ausbezahlten Grundeinkommen, [bündelt].“ Er hält ein BGE außerdem für sozial gerecht und argumentiert, obwohl alle Bürger am Monatsanfang den gleichen Geldbetrag in Form des Grundeinkommens erhalten würden, hätten Reiche in der Bilanz am Monatsende deutlich mehr Geld durch Steuern verloren, als sie durch das Grundeinkommen erhalten haben, während bei Ärmeren das Gegenteil der Fall wäre, ähnlich dem Prinzip einer negativen Einkommensteuer.

#### Parteien, Gewerkschaft
Die Alternative Linke schrieb das BGE bei ihrer Parteigründung im März 2010 in ihren Handlungsschwerpunkten fest.
Im Oktober 2010 hat die SP Schweiz das BGE in ihr Parteiprogramm aufgenommen.
Die Gewerkschaft Syna hat sich am 29./30. Oktober 2010 auf ihrem Kongress in St. Gallen als erste Gewerkschaft der Schweiz für ein BGE ausgesprochen.

#### Parlamentarische Initiative
Eine Parlamentarische Initiative von Josef Zisyadis (AL/PdA, Waadt) und Katharina Prelicz-Huber (GP, Zürich) zur Einführung eines BGE in der Schweiz wurde am 17. Juni 2011 abgelehnt.

#### Volksinitiativen 2010/11 und 2012/16
Ein erster Anlauf 2010/2011 zu einer Volksinitiative zum bedingungslosen Grundeinkommen (Volksinitiative „Für ein bedingungsloses Grundeinkommen finanziert durch Energielenkungsabgaben“) einer Gruppe von Initianten aus grünen Kreisen scheiterte an ungenügenden Anzahl Unterschriften.
Im April 2012 begann die oben genannte Initiative Grundeinkommen mit der Unterschriftensammlung für eine zweite Volksinitiative zu diesem Thema (Volksinitiative „Für ein bedingungsloses Grundeinkommen“), mit Beteiligung von BIEN-Schweiz, im Oktober 2013 reichte sie 126.000 Unterschriften in Bern ein. In Hinblick auf die kommende Volksabstimmung mehrten sich die kritischen Stellungnahmen. Insbesondere die Finanzierung warf Fragen auf.
Auch diese zweite Volksinitiative scheiterte – sie wurde in der Volksabstimmung am 5. Juni 2016 abgelehnt. Bei einer Stimmbeteiligung von 47 % stimmten 23,1 % für und 76,9 % gegen die Initiative. Der Anteil der Nein-Stimmen schwankte in den einzelnen Kantonen zwischen 64 % (Kanton Basel-Stadt) und 87,4 % (Kanton Appenzell Innerrhoden).

### Niederlande
1985 empfahl der Wetenschappelijke Raad voor het Regeringsbeleid (Wissenschaftlicher Rat für Regierungspolitik), ein Think Tank der niederländischen Regierung, die Einführung eines Grundeinkommens. 1987 gründeten drei Gewerkschaften die Stichting Werkplaats Basisinkomen (Stiftung Werkstatt Grundeinkommen). Diese ging 1991 in der noch heute bestehenden  Vereniging Vriendinnen en Vrienden van het Basisinkomen (Vereinigung der Freundinnen und Freunde des Grundeinkommens), seit April 2013 kurz Vereniging Basisinkomen (Vereinigung Grundeinkommen), auf. 2023 sprach sich Volt in ihrem Programm für die Einführung aus.

### USA
Die Idee des Grundeinkommens wurde in den USA auch von marktliberalen Ökonomen wie Milton Friedman vertreten. 1969 plante Präsident Richard Nixon die Einführung einer negativen Einkommensteuer unter dem Namen Family Assistance Plan. Einer Familie mit zwei Kindern wären 1600 $ jährlich garantiert gewesen. Dieser Betrag wäre ab einem Einkommen von 720 $ um 50 % des 720 $ übersteigenden Betrages gekürzt worden. Das Gesetz wurde 1970 vom Repräsentantenhaus verabschiedet, scheiterte aber im Senat.
Der US-amerikanische Wirtschaftswissenschaftler Karl Widerquist spricht sich für ein bedingungsloses Grundeinkommen aus und hält dessen Einführung für finanzierbar. Er merkt in diesem Zusammenhang an, dass es eine Milchmädchenrechnung sei, den Geldbetrag des Grundeinkommens mit der Bevölkerungszahl zu multiplizieren, da dies die Bruttokosten darstellt und diese Rechnung nicht berücksichtigt, dass das BGE ein System ist, bei dem die Bürger regelmäßig Steuern zahlen und gleichzeitig das Grundeinkommen erhalten.
Weitere prominente Befürworter und Unterstützer eines bedingungslosen Grundeinkommens aus den USA sind u. a. der Multiunternehmer Elon Musk, Meta-Platforms-Gründer Mark Zuckerberg, Amazon-Gründer Jeff Bezos, Google-Gründer Larry Page, Microsoft-Gründer Bill Gates, Apple-CEO Tim Cook, Twitter-Gründer Jack Dorsey, eBay-Gründer Pierre Omidyar, OpenAI-CEO Sam Altman, Autor und Futurologe Raymond Kurzweil sowie der Astrophysiker Neil deGrasse Tyson.

## Umsetzungsmodelle und Pilotprojekte

### Deutschland

#### Rechtslage
Nach heutiger Rechtslage besteht in der Bundesrepublik kein gesetzlicher Anspruch auf ein bedingungsloses Grundeinkommen (vgl. Statuslehre: Status positivus). Es gibt die Grundsicherung nach SGB II und SGB XII. Menschen, die zum Beispiel wegen körperlicher oder geistiger Gebrechen außerstande sind, sich persönlich oder sozial zu entfalten, haben einen rechtlich gesicherten Anspruch auf eine staatliche Leistung, die als Minimalgarantie ein soziokulturelles Existenzminimum gewährleisten muss.

#### Abgrenzung

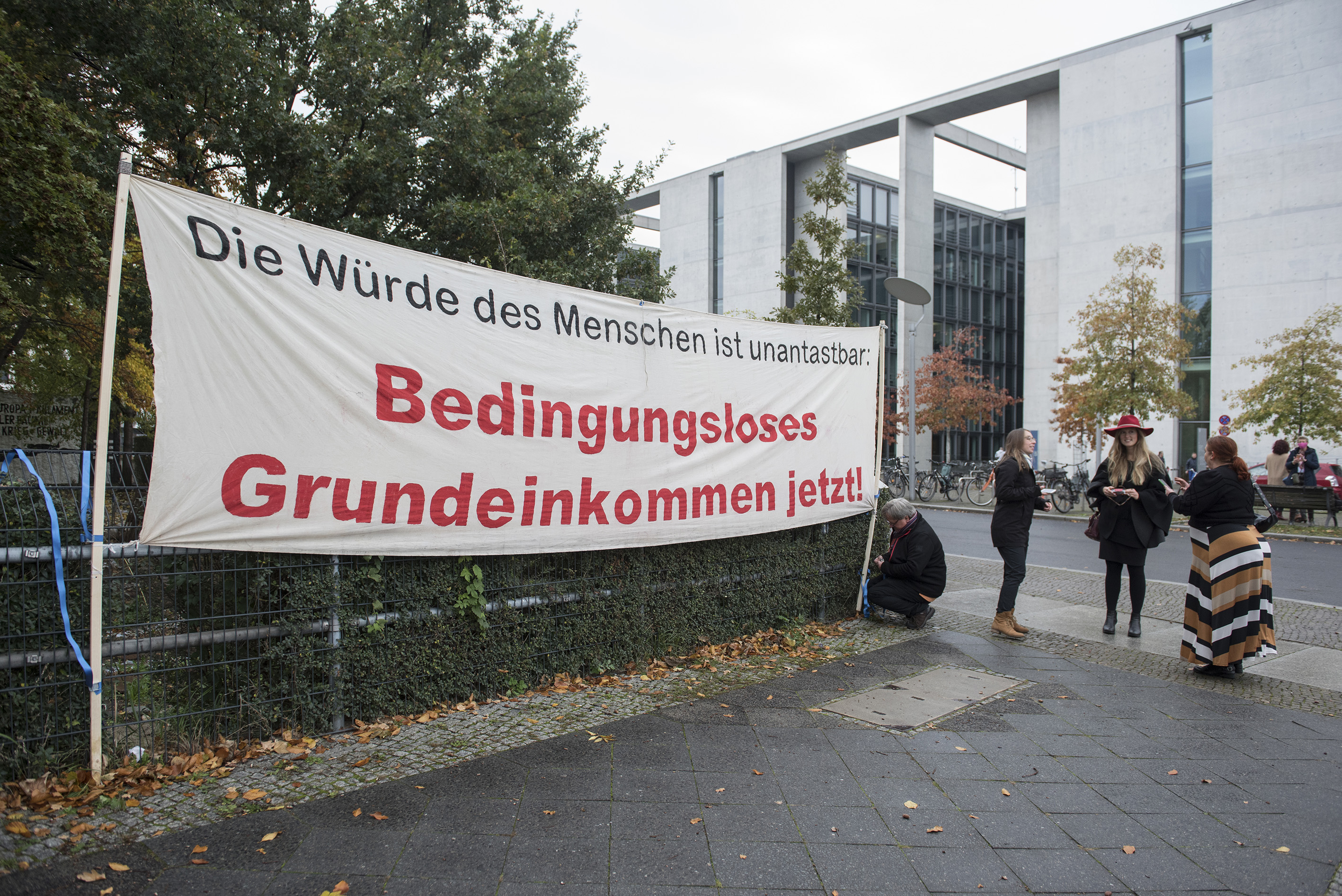
Oktober 2020

Obwohl die ähnlich klingende Bezeichnung dies suggeriert, ist das im Juli 2019 in Berlin eingeführte Pilotprojekt Solidarisches Grundeinkommen (SGE) des Regierenden Bürgermeisters Michael Müller kein bedingungsloses Grundeinkommen. Es handelt sich dabei vielmehr um eine begrenzte Zahl neu geschaffener Stellen im öffentlich geförderten Beschäftigungssektor, in denen Arbeitslose, die bestimmte Kriterien erfüllen, nach Tarif- oder Mindestlohn bezahlt werden. Der Wirtschaftswissenschaftler Bert Rürup nannte das Solidarische Grundeinkommen eine „unsolidarische Mogelpackung“.

#### Initiativen und Projekte
Mitte 2010 wollte die Breuninger-Stiftung in Deutschland einen Feldversuch starten: 100 Bürger im wirtschaftlich potenten Stuttgart und 100 Bürger in einer wirtschaftlich schwachen Region in Brandenburg sollten für zwei Jahre ein monatliches Grundeinkommen von 800 Euro plus der notwendigen Beiträge zur Sozialversicherung erhalten. Die Finanzierung gelang nicht.
Im Juni 2014 gründete der Berliner Startup-Gründer Michael Bohmeyer den Verein Mein Grundeinkommen e. V., der über Crowdfunding Geld sammelt und unter den registrierten Bewerbern Grundeinkommen von jeweils 1000 Euro pro Monat für ein Jahr verlost. Ziel des Vereins ist zum einen die Verbreitung der Idee des bedingungslosen Grundeinkommens, zum anderen aber auch dessen Erforschung. So initiierte der Verein in Kooperation mit dem Deutschen Institut für Wirtschaftsforschung Berlin auch das Pilotprojekt Grundeinkommen, das über drei Jahre 122 Personen ein Grundeinkommen von 1200 Euro monatlich ausbezahlt und dessen Auswirkungen auf die Teilnehmer untersucht. Es gibt ebenfalls eine Vergleichsgruppe von 1380 Personen, die kein Grundeinkommen erhält. Die Langzeitstudie wird ebenfalls über Crowdfunding finanziert und ist das erste nicht-staatlich finanzierte Projekt dieser Art in Deutschland. Es startete im Juni 2021 und endet 2024. Wenn das Zwischenergebnis der Studie 2023 Ergebnisse liefert, soll ebenfalls eine zweite Studie dazu starten.
Im Juni 2017 vereinbarte die neue Landesregierung in Schleswig-Holstein ein Zukunftslabor als Modellprojekt zur Diskussion und Bewertung „neuer Absicherungsmodelle, zum Beispiel ein Bürgergeld, ein Grundeinkommen oder die Weiterentwicklung der sozialen Sicherungssysteme“. Der Grünen-Politiker Robert Habeck bevorzugt hierbei ein BGE als Modellversuch, der schleswig-holsteinische Sozialminister Heiner Garg (FDP) bevorzugt ein liberales Bürgergeld.
Die Initiative Expedition Grundeinkommen führt seit 2020 in mehreren Bundesländern Volksbegehren durch, deren Ziel Modellversuche zum Grundeinkommen in den jeweiligen Ländern sind.
In Berlin scheiterte 2022 das Volksbegehren zum Grundeinkommen an der erforderlichen Mindestunterstützerzahl.

### Schweiz
Die Regisseurin und Filmemacherin Rebecca Panian startete 2018 eine Initiative für ein Pilotprojekt, um 2019 in einem Schweizer Dorf ein Jahr lang das BGE zu testen. Sie wollte als Projektleiterin den Test filmisch begleiten. Die Kosten sollten über Crowdfunding oder eine Stiftung finanziert werden. Wegen der Bevölkerungsstruktur wurde Rheinau ZH, eine Gemeinde mit 1300 Einwohnern, ausgewählt.
Der Gemeinderat stimmte einem BGE für alle mit Stichtag 5. Juni 2018 in Rheinau lebenden Personen zu, die freiwillig am Projekt teilnehmen wollten. Erwachsene über 25 Jahren sollten monatlich 2500 Schweizer Franken erhalten (rund 2.700 Euro). Für jüngere Personen waren etwa 625 Franken vorgesehen. Das BGE sollte mit zusätzlichem Einkommen verrechnet werden. Für den Test hatten sich 770 Personen angemeldet. Das Projekt kam nicht zustande, weil trotz großer medialer Aufmerksamkeit zum Ende des knapp zweimonatigen Spendenzeitraums statt der benötigten 6,1 Millionen nur 150.000 Franken eingegangen waren.

### Spanien
2017 begann ein Experiment mit 1.000 zufällig ausgewählten Haushalten aus ärmeren Stadtteilen Barcelonas. Vorläufige Ergebnisse zeigten, dass das Grundeinkommen die Lebenszufriedenheit und die psychische Gesundheit steigerten.

### USA
1967 wurde in den USA unter Präsident Johnson eine Kommission zu einem garantierten Mindesteinkommen eingerichtet, als der bedeutende neoliberale Ökonom Milton Friedman eine an ein Erwerbseinkommen geknüpfte negative Einkommensteuer vorschlug. Nach zwei Jahren wurde der Bericht der Kommission veröffentlicht, die aus Unternehmern, Gewerkschaftern und Persönlichkeiten des öffentlichen Lebens bestand und die sich einhellig für ein garantiertes Mindesteinkommen aussprach.
Der Bericht fand kaum Resonanz. Bürger und Politiker konnten sich nicht mit der Vorstellung anfreunden, allen Menschen ein bestimmtes Einkommen zu garantieren. Trotz der Empfehlung der Kommission glaubten viele Politiker, dass allein die Idee eines garantierten Einkommens den Arbeitswillen einer ganzen Generation US-Amerikaner unterminieren würde.
Trotzdem gab es von der US-Regierung Pilotprojekte, um die praktischen Folgen eines garantierten Mindesteinkommens zu testen. Zu ihrer Überraschung stellte sich heraus, dass der Antrieb, sich eine Arbeit zu suchen, bei den Empfängern nicht nennenswert schwächer wurde.
Seit Februar 2019 wird in Stockton im kleineren Rahmen ein soziales Experiment unter dem Namen Stockton Economic Empowerment Demonstration (SEED) über den Effekt vom sogenannten „Guaranteed Income“ durchgeführt. Dazu erhalten 125 zufällig ausgewählten Bürger von Stockton über einen Zeitraum von 24 Monaten 500 US-Dollar pro Monat zur freien Verfügung. Ein unabhängiges Forschungsteam unter der Leitung zweier Professorinnen begleitet das Projekt und wird am Ende einen Bericht erstellen.
In einer von Sam Altman unterstützen Studie erhielten 1000 Teilnehmer in den US-Staaten Texas und Illinois von 2020 an drei Jahre lang 1000 US-Dollar im Monat, 2000 Teilnehmer in einer Kontrollgruppe 50 $ im Monat. Das Einkommen der Kontrollgruppe stieg stärker und der Beschäftigungsgrad war 2 Prozent höher als bei der Gruppe, die 1000 $ im Monat erhielt. Während der Studie, die während der COVID-19-Pandemie begann, stieg das Einkommen der Empfänger von 1000 Dollar monatlich durchschnittlich von knapp 30000 $ pro Jahr auf 45710 $, in der Kontrollgruppe bei ähnlichem Ausgangsniveau auf 50970 $. Die Kontrollgruppe gab weniger für Gesundheit aus, signifikante Unterschiede im Gesundheitszustand beider Gruppen gab es aber nicht.

### Brasilien
In Brasilien wurden unter Präsident Lula erste Schritte für ein bedingungsloses Grundeinkommen eingeleitet. Als erste erhielten die Ärmsten einen geringen Betrag, bis 2010 sollten die Zahlungen auf die gesamte Bevölkerung ausgedehnt werden, was aber nicht umgesetzt wurde.
Brasilien hat 2004 als erster Staat das Recht auf ein bedingungsloses Grundeinkommen in die Verfassung aufgenommen. Im Gesetz 10.835/2004 wird das Recht aller Brasilianer auf ein bedingungsloses Grundeinkommen festgelegt. Garantiert wird eine staatliche Leistung für alle Bürger, die mindestens fünf Jahre im Land leben. Diese soll die Grundbedürfnisse von Ernährung, Bildung und Gesundheit abdecken – unabhängig davon, ob der Empfänger arbeitet oder Vermögen hat. Eine Klausel im Gesetz (die „renda básica“ solle „schrittweise“ eingeführt werden) schiebt die Umsetzung jedoch auf die lange Bank. Bislang wurde nur die Bolsa Família eingeführt, eine staatliche Leistung für die ärmsten Haushalte im Land. Diese ist an Bedingungen geknüpft und setzt Bedürftigkeitsprüfungen voraus. Zwar erreicht die Bolsa Familia mittlerweile rund ein Viertel aller Brasilianer, jedoch fehlt es vielen weiteren Bedürftigen an Informationen und Unterstützung durch lokale Verwaltungen. Von 2008 bis 2014 zahlte die brasilianische Nichtregierungsorganisation ReCivitas in dem kleinen brasilianischen Dorf Quatinga Velho in der Nähe von São Paulo ein bedingungsloses Grundeinkommen ohne Ausnahme und ohne Bedingung monatlich an alle Empfänger aus, um dessen Wirksamkeit in der Praxis zu erproben. Die Finanzierung des Pilotprojekts beruht bisher hauptsächlich auf Spendeneinnahmen. Das von ReCivitas gezahlte Grundeinkommen beträgt monatlich 30 Real (rund 11 Euro) – für ein Jahr pro Person etwa 130 Euro. Die Bilanz nach vier Jahren: Bis zu 127 Menschen nahmen gleichzeitig das Grundeinkommen in Anspruch. Sie investierten den größten Geldbetrag in die Verbesserung des eigenen Wohnraums, gefolgt von Medizin für ihre Kinder. An dritter Stelle standen unterschiedliche, Einkommen schaffende Maßnahmen.
Bis Februar 2011 waren 26 % der brasilianischen Bevölkerung von dem Programm betroffen, das 50 Millionen Menschen umfasst. Ab März 2020 umfasst das Programm 13,8 Millionen Familien und zahlt durchschnittlich 29 Euro pro Monat in einem Land, in dem der Mindestlohn 161 Euro pro Monat beträgt.

### Finnland
Im Juni 2015 wurde im Koalitionsvertrag der finnischen Regierungsparteien festgelegt, als erstes europäisches Land ein (teilweise bedingtes) Grundeinkommen zu testen. Zwei Drittel der Finnen befürworteten das in einer Umfrage der finnischen Sozialversicherung Kela vom selben Jahr.
Unter Leitung von Kela wurde eine Feldstudie entworfen. Es sollten zunächst verschiedene Modelle untersucht werden: ein tatsächlich bedingungsloses Grundeinkommen, eine bedingungslose Grundsicherung von mindestens 550 Euro unter Beibehaltung zusätzlicher Leistungen wie Wohngeld und eine negative Einkommensteuer. Die Aufwendungen wurden mit 20 Millionen Euro für zwei Jahre veranschlagt.
Ab Januar 2017 wurde an 2000 zufällig ausgewählte Arbeitslose anstelle von Arbeitslosengeld ein Grundeinkommen von 560 Euro im Monat bezahlt, befristet auf zwei Jahre. Die finnische Regierung lehnte im April 2018 eine Verlängerung ab. Im Mai 2020 zog die finnische Sozialversicherungsanstalt die Bilanz, die Arbeitslosenquote sei bei den Teilnehmern gesunken, wenn auch nicht signifikant stärker als in der Kontrollgruppe. Bürokratie konnte eingespart werden, und die Teilnehmer hätten signifikant weniger Stress und gesundheitliche Probleme berichtet. Allerdings hatte Finnland während der Studiendauer neue Maßnahmen eingeführt, um arbeitslose Leistungsempfänger zu aktivieren, die sich nur auf die Kontrollgruppe auswirken konnten und daher einen Störfaktor (Confounder) bildeten. Die Aussagen der Probanden zum seelischen und körperlichen Befinden waren zudem subjektiv und unvollständig; nur ein Drittel machte dazu überhaupt Angaben. Kela räumte ein, dass man lediglich sagen könne, „dass die beobachteten Effekte sowohl auf das Grundeinkommen als auch das Aktivierungsmodell zurückzuführen sind“, man wisse aber nicht, wie und in welchem Maße.
Im Frühjahr 2020 wurde Bilanz gezogen: Wegen überlagerter Effekte dieses Pilotprojekts und anderer Aktivierungsmaßnahmen sei es schwierig, den Beschäftigungseffekt zu beurteilen. Statt eines Grundeinkommens werden nun Vereinfachungen der sozialen Sicherung durch Pauschalbeträge für einzelne Empfängergruppen erwogen und finanzielle Sonderleistungen für Menschen, die aus eigenem Antrieb etwas für die Gemeinschaft tun.

### Indien
In Madhya Pradesh (Zentralindien) wurde in bisher 22 Dörfern, in denen Armut in einem besonders hohen Ausmaß herrscht, ein regelmäßiger Geldtransfer bereitgestellt. Ohne Bedingungen wird in den ausgewählten Dörfern an jeden Bürger ab 18 Jahre ein Monatsbetrag von 200 Rupien ausgezahlt; für Kinder und Jugendliche unter 18 Jahren erhalten die Frauen 100 Rupien. 200 Rupien entsprechen bei Umrechnung mit Kaufkraftparitäten (Methode Weltbank-Atlas) etwa 10 Euro. Es handelt sich also um ein partielles Grundeinkommen (nicht existenz- und teilhabesichernd). Die Verwendung steht den Menschen frei.

### Iran
Ähnlich wie in Alaska hat sich die iranische Regierung für eine Teilhabe der Bürger an den Gewinnen der Ölförderung entschieden. Pro Person wird zweimonatlich ein Betrag von umgerechnet 80 US-Dollar gezahlt, also 480 $ pro Person und Jahr. Mehr als 80 % der Iraner haben den Antrag gestellt.

### Italien
In Italien führte die Regierung Conte I auf Betreiben der Fünf-Sterne-Bewegung am 6. März 2019 ein Bürgergeld in Höhe von 780 € (Singles) bzw. 1280 € (Paare) ein. Obwohl es weder bedingungslos war, noch von allen beantragt werden konnte, wurde es von einigen als BGE-ähnlich eingestuft. Das Vorhaben wurde von Seiten der Gewerkschaften, Kirchen und Industrie als überteuert und Konjunkturbremse kritisiert, da die eingeplanten 15 Milliarden Euro Kosten komplett auf Kredit finanziert werden sollten und dieser Betrag auf der Investitionsseite fehlen würde. Das Kalkül der Regierung war hingegen, dass die Binnenkonjunktur durch den gesteigerten Konsum der ärmsten Bevölkerungsschichten gestärkt werde und sich die Kosten so refinanzieren würden. Ende 2022 wurde durch die Regierung Meloni angekündigt, das Bürgergeld 2023 teilweise und 2024 vollständig abzuschaffen. Seit September 2023 gibt es für Alleinstehende im Alter von 18 bis 59 Jahren eine neue garantierte Mindesteinkommensmaßnahme namens „Supporto per la Formazione e Lavoro“ (SFL), die einen finanziellen Zuschuss von 350 € pro Monat mit der Verpflichtung zur Teilnahme an Kursen zur beruflichen Qualifizierung oder anderen aktiven Beschäftigungsmaßnahmen. Die Förderdauer beträgt 12 Monate, nicht verlängerbar. Die Höhe des Zuschusses kann mit Einkünften aus selbständiger oder unselbständiger Arbeit kumuliert werden, sofern diese 3.000 Euro brutto pro Jahr nicht übersteigen. Neben diesem Zuschuss hat die Regierung von Premierministerin Giorgia Meloni eine weitere Sozialhilfe eingeführt, die nur für Familien mit Minderjährigen, Menschen mit Behinderungen, Menschen über 60 Jahren und Menschen vom Sozialdienst unterstützt vorbehalten ist. Ein Maß für finanzielle Unterstützung und soziale und berufliche Eingliederung genannt „Assegno di Inclusione“ (ADI). mit einem Höchstbetrag von jährlich 6.000 Euro (500 Euro pro Monat), der je nach Zusammensetzung der Familiengemeinschaft und Wohnbedarf (für die Zahlung der Miete) auf bis zu weitere 3.360 Euro pro Jahr (280 Euro pro Monat) erhöht werden kann. Die Sozialhilfe dauert 18 Monate mit einer einmonatigen Unterbrechung und kann um weitere 12 Monate verlängert werden, jeweils mit einer einmonatigen Unterbrechung. Bei Aufnahme einer Erwerbstätigkeit ist die ADI-Zulage mit dem entsprechenden Einkommen bis zu 3.000 Euro pro Jahr kumulierbar.

### Kanada
Mincome war ein soziales Experiment der Jahre 1974 bis 1978, welches die Auswirkungen eines garantierten jährlichen Einkommenszuschusses in Abhängigkeit von Arbeit (negative Einkommensteuer) untersuchen sollte. Dabei wurde ein Zuschuss jeder Person und jeder Familie in Dauphin gewährt, welche unter die Armutsgrenze fiel. In der Stichprobe (Sample) der wissenschaftlichen Begleitung und Datenerhebung waren 1.300 Familien.
2016 wurde bekannt, dass in der Provinz Ontario ein neues Pilotprojekt geplant war. In den Städten bzw. der Umgebung von Hamilton, Thunder Bay und Lindsay sollten ab 2017 drei Jahre die Auswirkungen eines BGE in den Bereichen Gesundheit und Bildung sowie auf die Arbeitsmarktchancen für Geringverdiener untersucht werden. Das Projekt wurde nach einem Jahr vorzeitig beendet, als es nach den Wahlen in Ontario Mitte 2018 zu einem Regierungswechsel gekommen war.

### Kuba
Zwischen 1964 und 1973 herrschte in Kuba die Periode des „historischen Lohns“ – einem Einheitslohn unter Arbeitszwang in einer planwirtschaftlichen Verteilung der Arbeit, der vom Wirtschaftshistoriker Jörg Roesler als „fast bedingungsloses Grundeinkommen“ bezeichnet wurde. Es bestand keine Zuverdienstmöglichkeit über den Einheitslohn hinaus.
Folge dieser Bedingungen war ein rasantes Absinken der Arbeitsproduktivität. Staatlich festgesetzte Preise sorgten dafür, dass die Produktion der Waren häufig deutlich teurer war als der Verkaufserlös. In der Zuckerernte wurden immer mehr Menschen benötigt, um das gleiche Ernteergebnis einzufahren. Es kam zum starken Absinken der gesamten Produktion in Industrie und Landwirtschaft, was zu einer scharfen Versorgungskrise führte, die teilweise bis heute anhält.
Da diese Art des Einheitslohnes an die formale Bedingung der Aufnahme eines Arbeitsplatzes gekoppelt war, kam es nicht zu einem massiven Fernbleiben vom Arbeitsplatz. Jedoch musste in rückblickenden Studien festgestellt werden, dass zurückgehende Arbeitsproduktivität eines der Hauptprobleme für die Versorgungskrise war. Die Hoffnung, „dass die von der Ausbeutung befreiten Kubaner, statt der Not gehorchend, Erwerbsarbeit zu leisten, aus freier Entscheidung ihr Bestes für den Aufbau eines sozialistischen Kuba geben würden, wenn man ihnen nur die Zusammenhänge klar mache und mit gutem Beispiel vorangehen würde“, hierzu zeigte man beispielsweise Che Guevara im persönlichen Einsatz beim Schlagen von Zuckerrohr, erfüllte sich nicht.

### Kuwait
Kuwait begann im Februar 2012 ein Experiment mit bedingungslosem Grundeinkommen, das jedoch zeitlich für seine 1,155 Millionen Bürger mit 1000 Dinar / Bürger (3.580 Dollar / Bürger) begrenzt war.

### Macau
Macau verteilt seit 2008 im Rahmen des Vermögensbeteiligungsmechanismus der Region einen Fonds an alle Einwohner, ob dauerhaft oder nicht. Im Jahr 2014 verteilte die Regierung 9.000 Patacas (rund 1.127 US-Dollar) an jeden ständigen Einwohner und 5.400 Patacas (676 US-Dollar) an nicht ständige oder mehr als 600.000 Begünstigte.

### Mongolei
Die Regierung der Mongolei hat erste Schritte unternommen, um ein bedingungsloses Grundeinkommen einzuführen. Ähnlich wie in Alaska soll das Geld aus Einnahmen durch den Verkauf von Bodenschätzen (hier: Gold, Kupfer) stammen. Der Fonds, aus dem die Auszahlung erfolgen soll, wurde bereits eingerichtet, und die Regierung hat die Auszahlung bereits zugesagt.

### Namibia
In Namibia erhielten die Einwohner der Ortschaft Otjivero-Omitara ein bedingungsloses Grundeinkommen, das „Basic Income Grant“ (BIG) genannt wird. Ziel war es, die Auswirkungen des BIG auf die Armut zu erfassen, zu belegen und die namibische Regierung von einer landesweiten Einführung des Grundeinkommens zu überzeugen.
Von Januar 2008 bis Dezember 2009 hat die den BIG in Otjivero organisierende BIG Koalition den ca. 1000 registrierten Bewohnern der Ortschaft ein Basic Income Grant (BIG) von monatlich 100 N$ ausgezahlt. Der erste Halbjahresreport liegt als Zusammenfassung in deutscher Übersetzung vor, darüber hinaus der ausführliche Jahresbericht 2008 auf Englisch. Das Projekt wurde aufgrund seiner positiven Effekte (Reduzierung der Unterernährung, der Arbeitslosigkeit, Anzahl der Schulabbrüche und Rückgang der Kriminalität) auf privater Basis mit einer Auszahlung von monatlich 80 N$ zunächst weitergeführt. Laut BIG Koalition konnte diese reduzierte Zahlung nur bis März 2012 gesichert werden. Die namibische Regierung mochte das Grundeinkommen nicht landesweit umsetzen, worüber die Initiatoren ihre Enttäuschung zum Ausdruck bringen. Seit März 2012 hing die Auszahlung des reduzierten Grundeinkommens vom Spendeneingang ab, der eine zuverlässige monatliche Auszahlung nicht mehr zulässt. Die Zahlungen wurden 2013 endgültig eingestellt.
An den sehr positiven Schlussfolgerungen, die bereits ein halbes Jahr nach Projektbeginn gezogen wurden, ist verschiedentlich methodische und inhaltliche Kritik geübt worden.

### Kenia
Ende 2016 startete die US-amerikanische Wohltätigkeitsorganisation GiveDirectly in Kenia ein Pilotprojekt mit dem bedingungslosen Grundeinkommen, welches die Auswirkungen auch wissenschaftlich untersucht. Begleitet wird das Projekt von Ökonomen der Universität Princeton und dem MIT. Die Projektdauer ist auf 10 bis 12 Jahre angelegt.
Die geplanten Gesamtausgaben belaufen sich auf 30 Millionen Dollar Spendengelder, wovon bisher bis Februar 2017 etwa 23,7 Millionen Dollar eingenommen wurden.
Bis 2017 nahmen 6.000 Teilnehmer aus wenigen Ortschaften als Empfänger teil. 2017 soll die Anzahl der Empfänger auf 26.000 Menschen in 200 Dörfern ausgedehnt werden. Jede der ausgewählten Personen erhält ein Grundeinkommen von rund 20 € pro Monat bzw. 0,75 Cent täglich über einen Zeitraum von 10 Jahren. Der Monatsbetrag entspricht etwa einem halben kenianischen monatlichen Durchschnittslohn.
Zur Untersuchung der Auswirkungen bei verschiedenen Arten der Auszahlung sind die Empfänger in Gruppen unterteilt, die ihr Grundeinkommen jeweils auf unterschiedliche Weise erhalten. Um Aussagen über die Auszahlungsform mit dem größten Nutzen zu gewinnen, werden Daten zum sozioökonomischen Hintergrund, Lebensstil, Risikobereitschaft oder Lebenseinstellung erfasst. Erste Ergebnisse werden nach zwei Jahren nach Start des Projektes erwartet.
In 40 Dörfern erhalten die Teilnehmer zehn Jahre lang jeweils 20 € monatlich. In anderen 80 Dörfern erhalten die Teilnehmer das Grundeinkommen nur zwei Jahre lang, und in weiteren 80 Dörfern gibt es die Gesamtsumme als Einmalzahlung. 100 Dörfer ohne Grundeinkommen dienen als Kontrollgruppe.
Um die Transfers auch in entlegenste Gebiete leisten zu können, wird das in Kenia entwickelte mobile Bezahlsystem M-Pesa eingesetzt.

### Uganda
Ein Programm in Uganda vergab nach dem Zufallsprinzip unbeaufsichtigte Zuschüsse in Höhe von 382 $ an 535 junge Bewerber im Alter von 15 bis 35 Jahren. Die Ergebnisse zeigten, dass „das Programm das Unternehmensvermögen um 57 %, die Arbeitszeit um 17 % und das Einkommen um 38 % erhöht“. Darüber hinaus gründeten viele der Projektbeteiligten ein eigenes Unternehmen, um Arbeitsplätze für andere zu schaffen. Im Januar 2017 startete die gemeinnützige Organisation Eight in einem unbekannten Dorf mit 50 Haushalten eine weitere Pilotstudie, die auf zwei Jahre ausgelegt war. Das Experiment, das in einem Dokumentarfilm aufgezeichnet wurde, zielte darauf ab, die Auswirkungen des Grundeinkommens in vier Bereichen zu bewerten: Bildungsbeteiligung von Mädchen und Frauen, Zugang zur Gesundheitsversorgung, Engagement in demokratischen Institutionen und lokale wirtschaftliche Entwicklung. Das monatliche Einkommenseinkommen an die Dorfbewohner beträgt 18,25 $ für Erwachsene und 9,13 $ für Kinder.

### Portugal
Im Vorfeld der Parlamentswahl 2022 forderte die Partei Volt, die Einführung eines bedingungslosen Grundeinkommens zu prüfen.

## Wissenschaft
In der Wissenschaft gibt es eine Reihe von Untersuchungen, die sich mit den Auswirkungen der Einführung eines bedingungslosen Grundeinkommens beschäftigen. Dazu gehört eine Reihe von Feldstudien.
Das Deutsche Institut für Wirtschaftsforschung (DIW) startete in Kooperation mit dem Verein Mein Grundeinkommen, dem Max-Planck-Institut zur Erforschung von Gemeinschaftsgütern und der Universität zu Köln im August 2020 eine Langzeitstudie zur Untersuchung der Veränderungen der persönlichen Einstellungen und Verhaltensweisen der Teilnehmenden durch ein BGE. Sandra Bohmann, Susann Fiedler, Max Kasy, Jürgen Schupp, Frederik Schwerter veröffentlichten 2025 auf Basis des Projektes die Studie „Pilotprojekt Grundeinkommen: kein Rückzug vom Arbeitsmarkt, aber bessere mentale Gesundheit“: In einem dreijährigen Feldexperiment erhielten 107 Einpersonenhaushalte monatlich 1.200 Euro bedingungslos zur Untersuchung der Auswirkungen auf Arbeitsverhalten, Konsum und Wohlbefinden. Die Empfänger des Grundeinkommens sparten davon über ein Drittel und verwendeten etwa die Hälfte davon für Konsumausgaben. Entgegen verbreiteter Befürchtungen reduzierten die Empfänger weder ihre Arbeitszeit noch zogen sie sich aus dem Arbeitsmarkt zurück. Ihre mentale Gesundheit, Lebenszufriedenheit sowie das Gefühl von Autonomie und Sinnhaftigkeit verbesserten sich signifikant. Auch verbrachten sie deutlich mehr Zeit mit sozialen Kontakten, was mit gestiegenen Ausgaben für Freizeitaktivitäten einherging. Die Empfänger des Grundeinkommens steigerten ihr Bruttoerwerbseinkommen inflationsbereinigt im Versuchszeitraum um 19,5 %, bei der Vergleichsgruppe, die das Grundeinkommen nicht erhielt, lag der Zuwachs bei 24,2 %.

### Forschungseinrichtungen
An der Stanford University wurde 2017 das Stanford Basic Income Lab gegründet. In diesem werden die Entwicklung und Auswirkungen des bedingungslosen Grundeinkommens erforscht und Studien dazu durchgeführt. Es entwickelte ein Basic Income In Cities Toolkit, das Städte zur Durchführung von Pilotprojekten ermuntern soll.

## Umfragen
- Im April 2016 führte das in Berlin ansässige Marktforschungsinstitut Dalia Research GmbH eine EU-weite Umfrage durch, nach der 64 % das BGE befürworteten.[229]
- Laut einer zwischen September und Oktober 2017 durchgeführten Umfrage der Gallup Organization mit 3.297 Teilnehmern unterstützen 48 % die Einführung eines BGE in den USA, wobei sogenannte Millennials die Idee deutlich häufiger befürworteten.[230]
- Das Marktforschungsinstitut Splendid Research führte zwischen Oktober und November 2017 eine repräsentative Umfrage durch, bei der 1.024 Teilnehmern aus Deutschland verschiedene Fragen zum BGE gestellt wurden.[231] 67 % war das BGE bekannt, während 58 % dessen Einführung unterstützten.[231] Der im Durchschnitt vorgeschlagene monatliche Geldbetrag für ein BGE lag bei 1.137 Euro.[231] Bei einem Grundeinkommen von monatlich 1.000 Euro gaben 9 % an, dass sie nicht mehr arbeiten würden, im Durchschnitt erwarteten die Befragten, dass 28 % der anderen nicht mehr arbeiten würden.[231]
- Einer Umfrage der University of Oxford von März 2020 mit über 12.000 Teilnehmern aus allen EU-Mitgliedstaaten und dem Vereinigten Königreich zufolge unterstützen über 70 % das BGE.[232]
- Im April 2020 wurden die Ergebnisse einer Umfrage aus dem Jahr 2018 mit 2.031 Teilnehmern aus Deutschland auf Statista veröffentlicht, wonach 51 % das BGE befürworteten.[233]
- In einer Online-Umfrage der US-amerikanischen Zeitung The Hill von August 2020 gaben 55 % der 2.850 Teilnehmer an, dass es ein staatlich finanziertes bedingungsloses Grundeinkommen geben sollte, gegenüber 49 % im September 2019 und 43 % im Februar 2019.[234]
- In der Schweiz wurde am 5. Juni 2016 die Volksinitiative «Für ein bedingungsloses Grundeinkommen» bei einer Stimmbeteiligung von 46,95 % der Stimmberechtigten (2'494'848 eingegangene Stimmzettel) durch 76,9 % der Stimmenden abgelehnt.[235]